# Gouézec
Gouézec [gwezɛk] (en breton : Gouezeg) est une commune du département du Finistère, dans la région Bretagne, en France.

## Géographie

### Localisation
La commune de Gouézec est située sur la rive gauche (rive sud) de l'Aulne ; son finage s'étend vers le sud-ouest et l'ouest jusqu'au ruisseau des Trois Fontaines, un affluent de l'Aulne, qui la sépare d'Edern, Briec et Lothey, et, à l'est, est délimité par le ruisseau de Pont ar C'hlaon, autre affluent de l'Aulne, qui la sépare de Saint-Thois. Le territoire communal inclut un morceau de la partie occidentale des montagnes Noires dont l'un des points culminants, la Roche du Feu (Karreg an Tan en breton), haut de 279 mètres ; comme l'Aulne coule à 28 mètres d'altitude (à Pont-Coblant), cela induit un important dénivelé, d'environ 250 mètres, entre le point le plus haut et le point le plus bas de la commune (le bourg est vers 90 mètres d'altitude, sur le versant nord de la Roche du Feu), des pentes assez fortes et des vallées encaissées, aussi bien celle de l'Aulne, que celles de ses affluents, aussi bien ceux déjà cités que celle du ruisseau de Kerguelen, dénommé dans sa partie aval ruisseau de Rozvéguen, qui coule totalement dans le territoire communal.
Les communes limitrophes sont Briec, Edern, Lennon, Lothey, Pleyben et Saint-Thois.

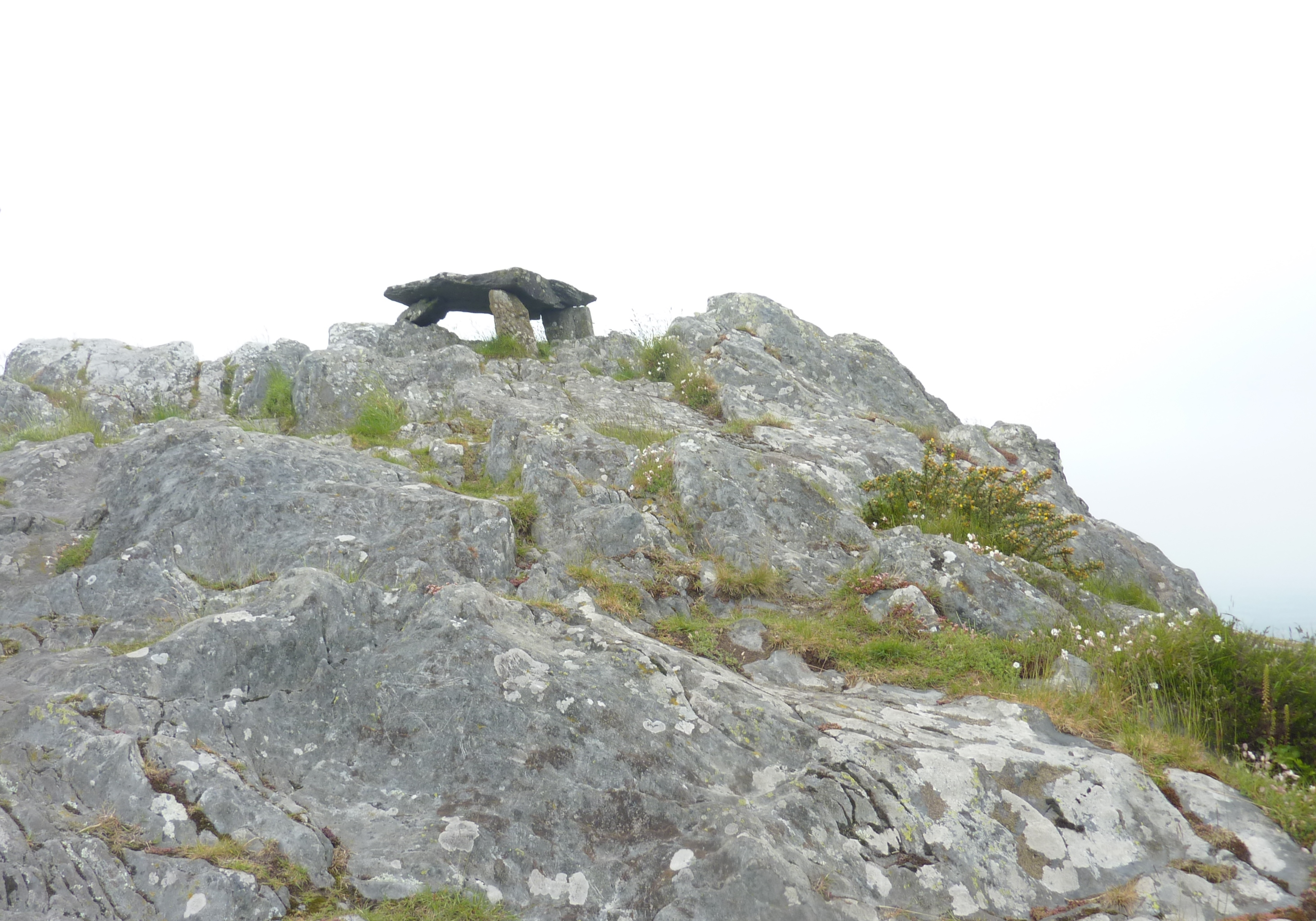
Le sommet de la « Roche-du-Feu » et son faux dolmen (une table de schiste).

La canalisation de l'Aulne dans le cadre de la création du canal de Nantes à Brest dans le premier tiers du XIXe siècle a entraîné la construction d'écluses : d'amont vers l'aval, les écluses du Vuzid et de Saint-Algon en amont de Pont-Coblant, et de Stéreon, de Coat Pont, de Tréziguidy, du Guilliec, de Penn-ar-Pont en aval. Un port fluvial fut aménagé à Pont-Coblant, hameau développé sur les deux rives de l'Aulne, à cheval sur les communes de Pleyben et Gouézec ; son trafic fut important en raison de la proximité de carrières d'ardoise désormais fermées. L'essor de ce hameau fut arrêté aussi par la fermeture du canal à la navigation commerciale dès 1942.
Une station de surveillance des crues de l'Aulne est installée à Pont-Coblant ; la dernière crue très importante a eu lieu le 6 janvier 2001, mais des crues se produisent fréquemment, par exemple fin décembre 1925-début janvier 1926 ou le 2 mars 2010 ou encore le 7 février 2014.

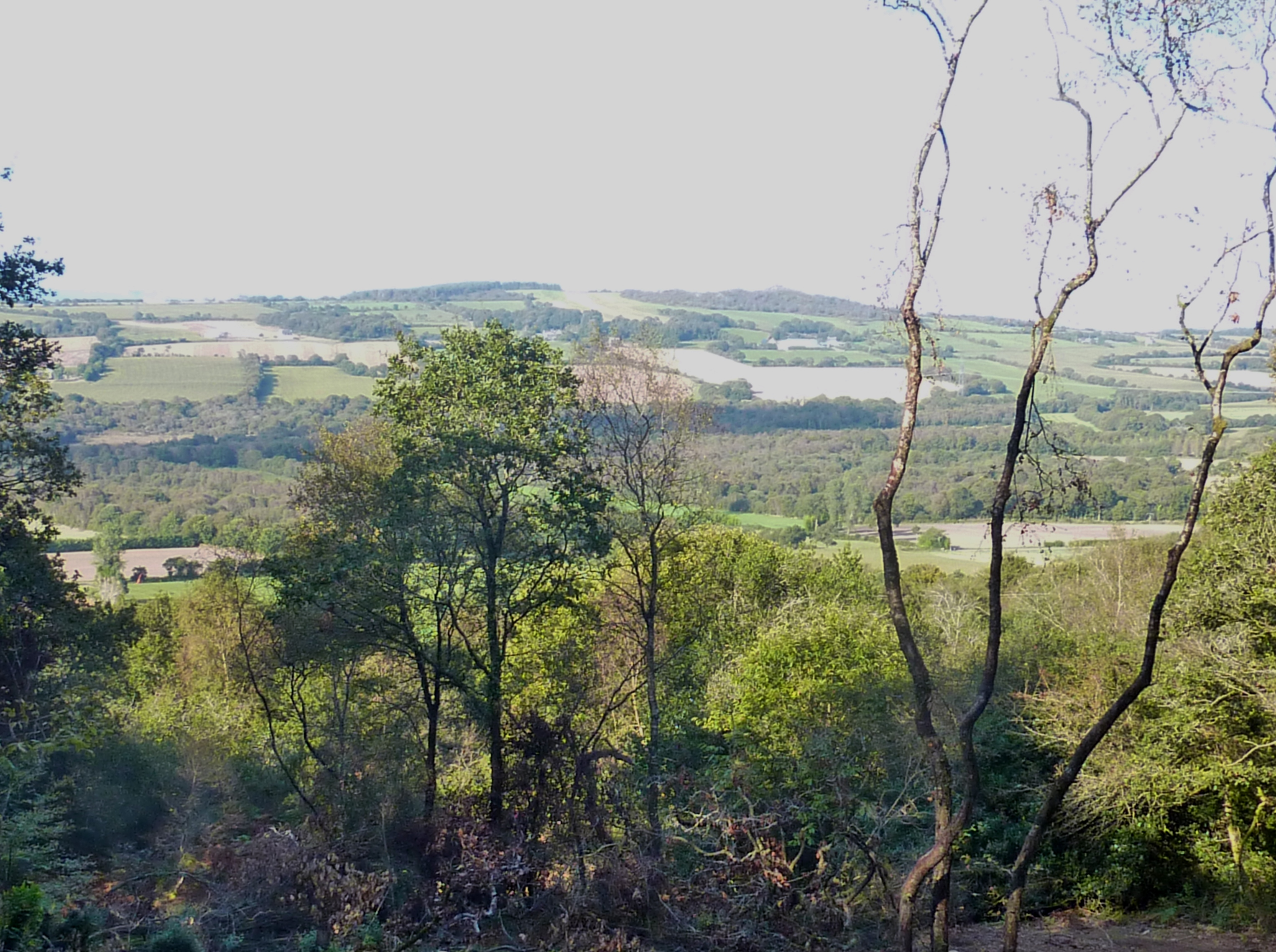
La vallée du ruisseau des Trois Fontaines et, à l'arrière-plan, le versant sud de la Roche du Feu, vus depuis Roc'h Tourment, en Edern.
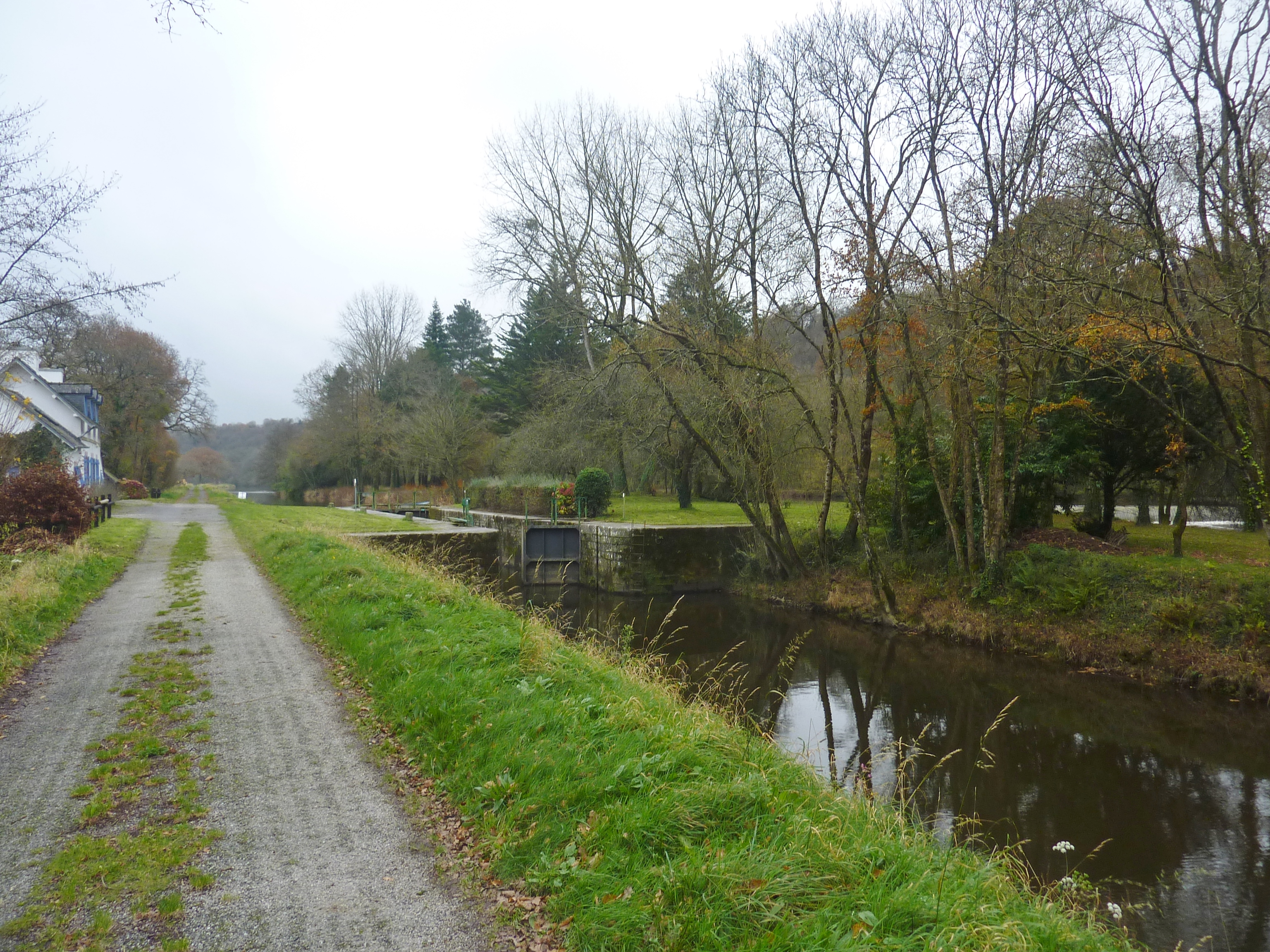
L'écluse de Buzit (Vusid), écluse no 225 du canal de Nantes à Brest.
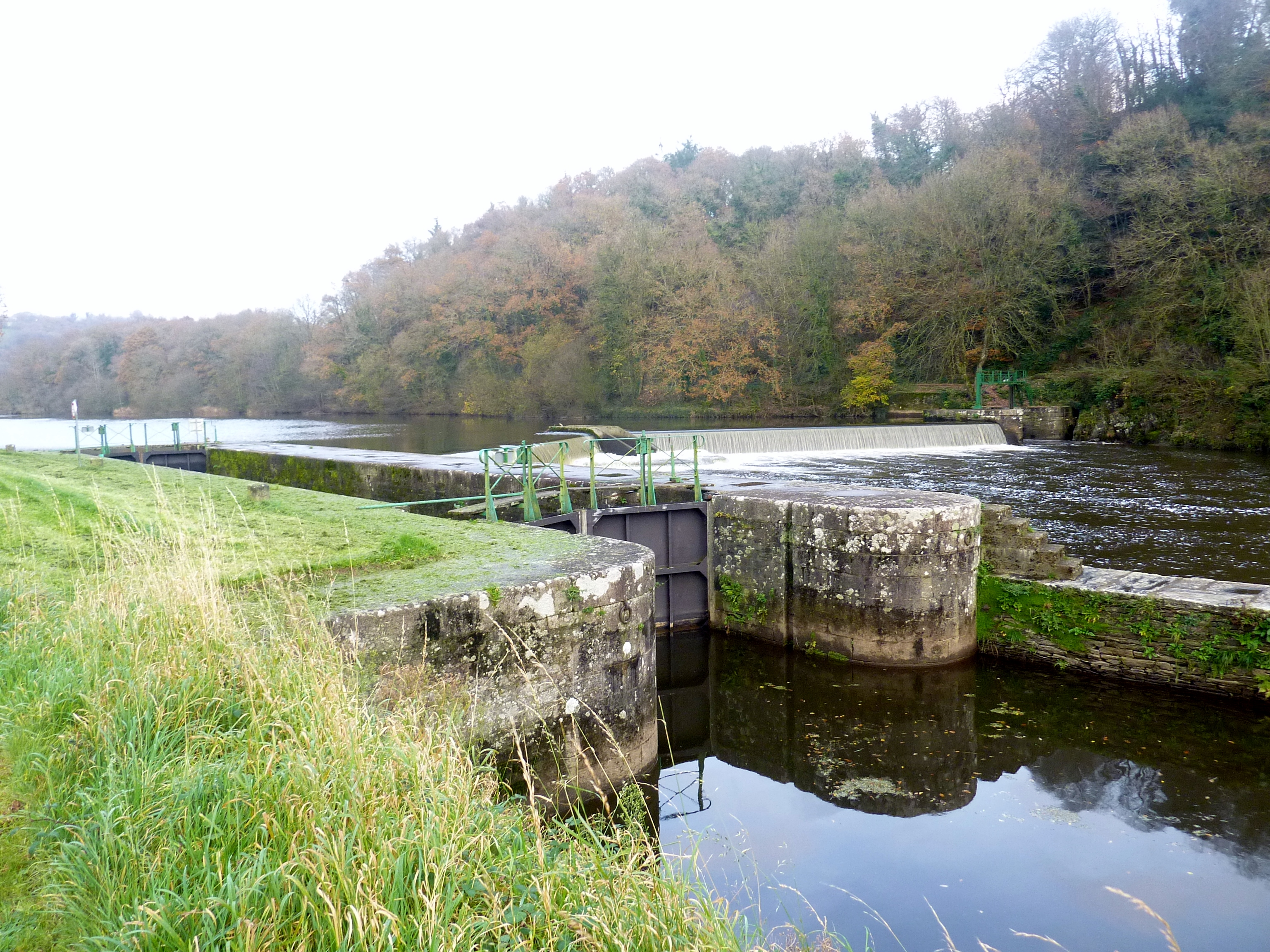
L'écluse de Saint-Algon, écluse no 226 du canal de Nantes à Brest.
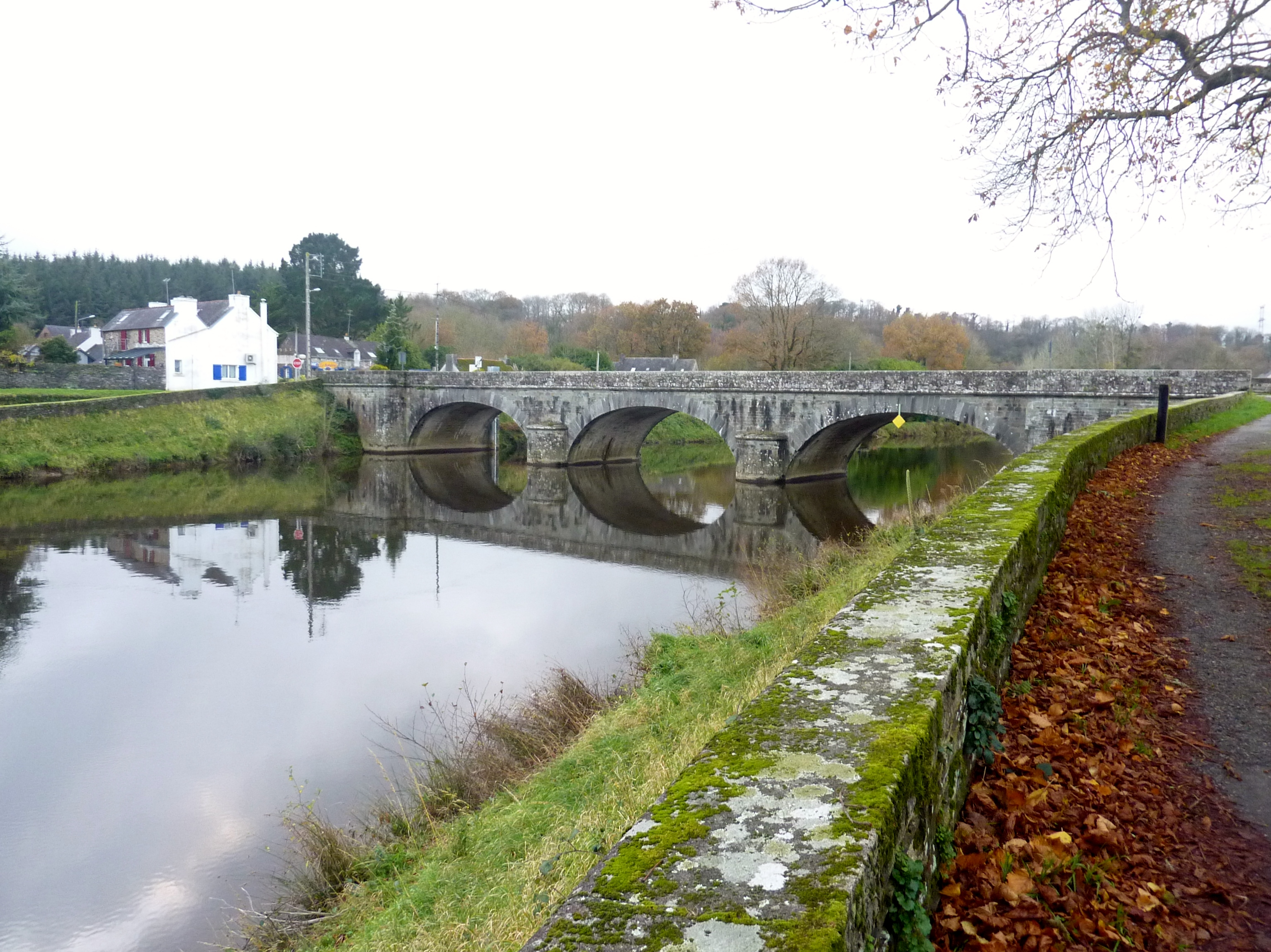
Le pont de Pont-Coblant sur l'Aulne (canal de Nantes à Brest).
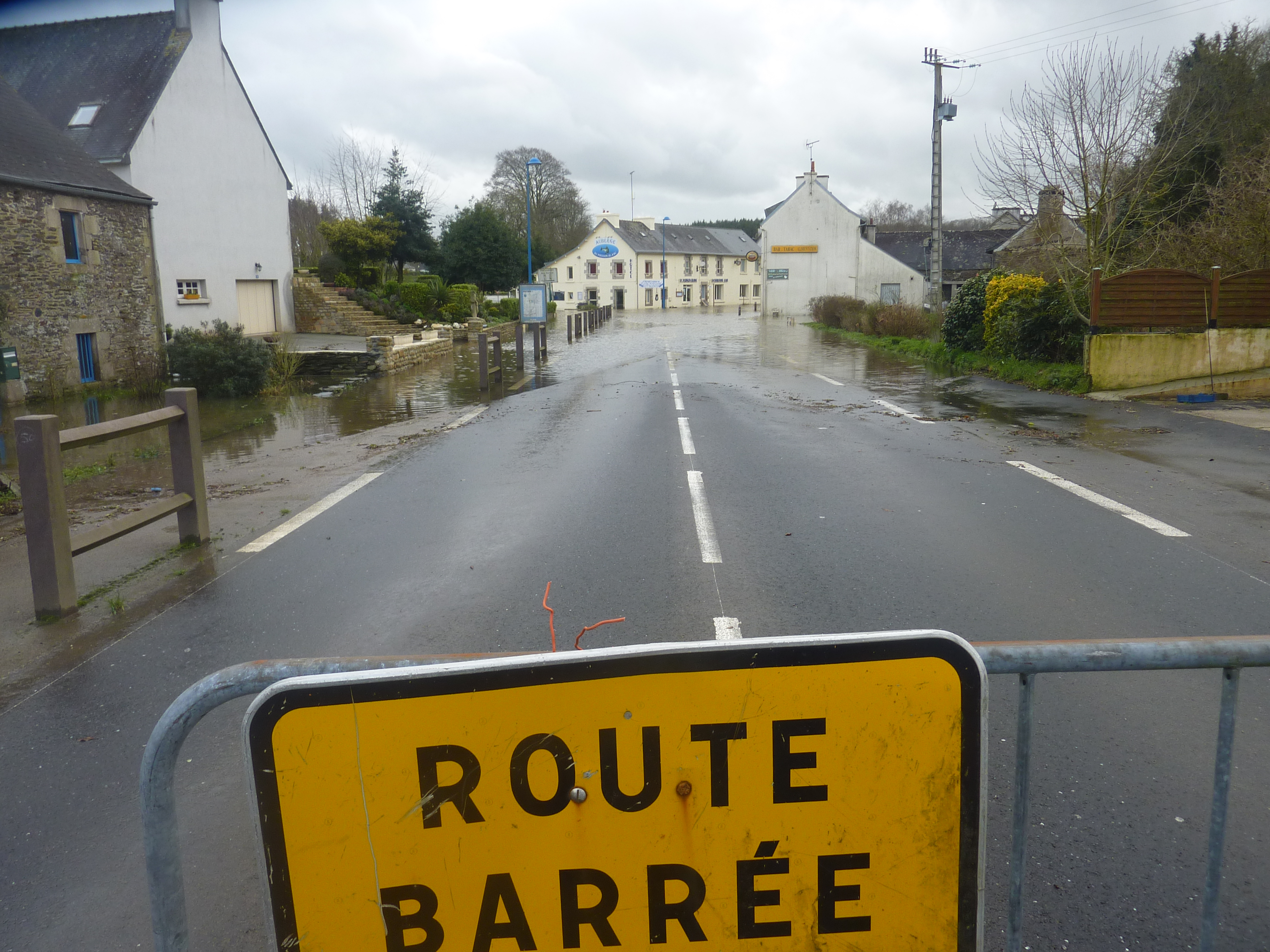
L'Aulne en crue : inondation du 7 février 2014 à Pont-Coblant 1.
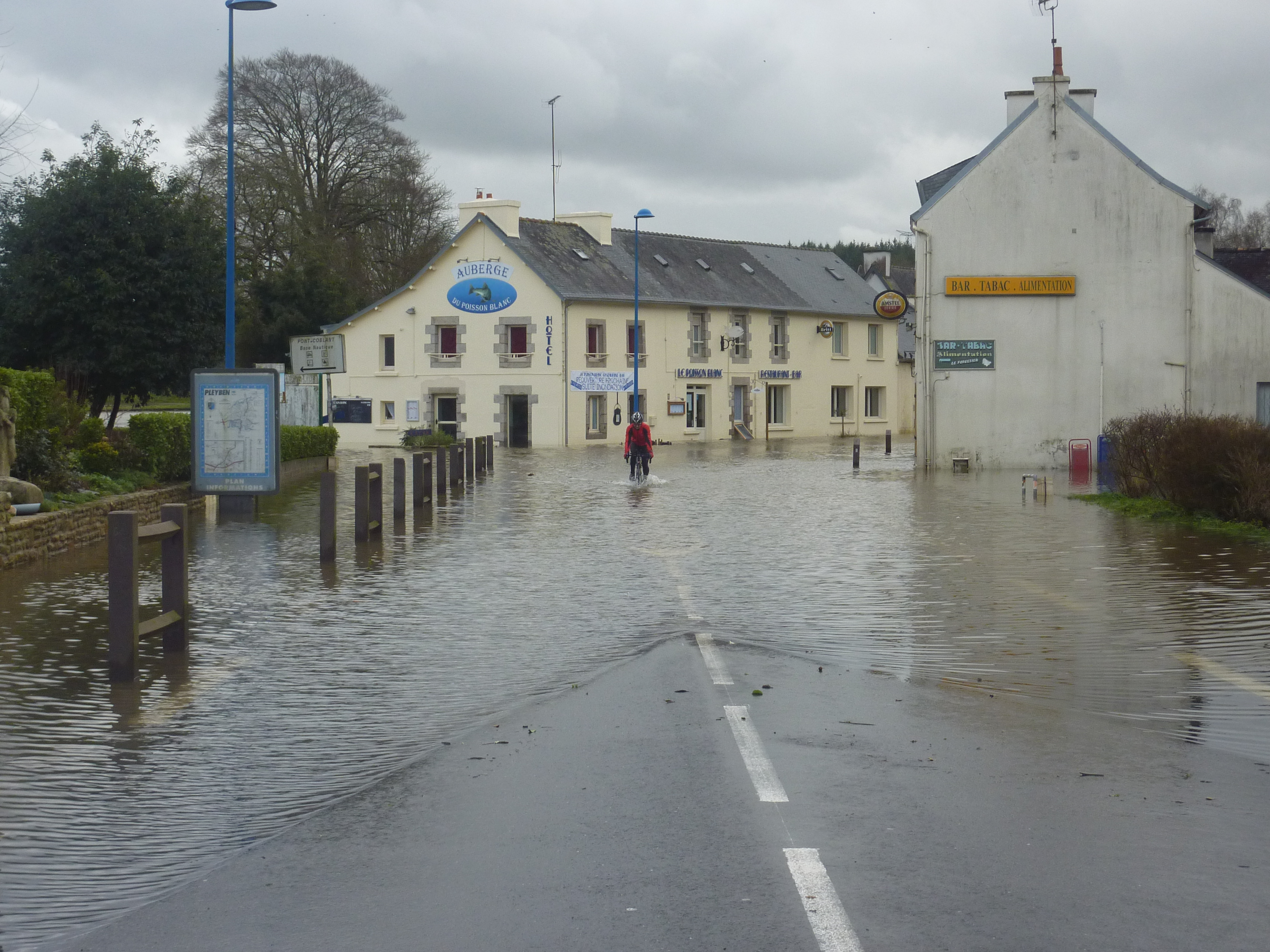
L'Aulne en crue : inondation du 7 février 2014 à Pont-Coblant 2.
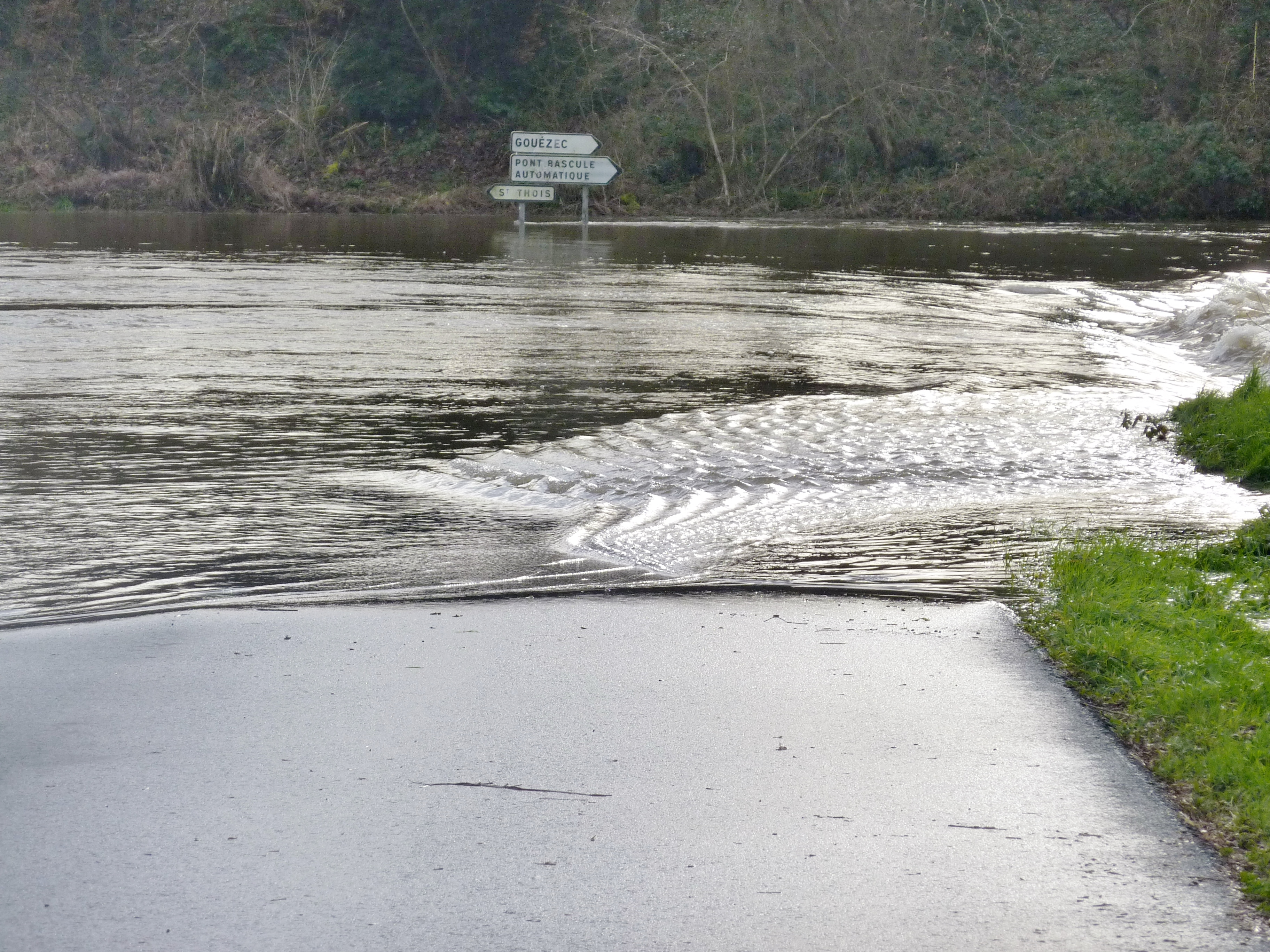
L'Aulne en crue au pont de Ty Men (7 février 2014).
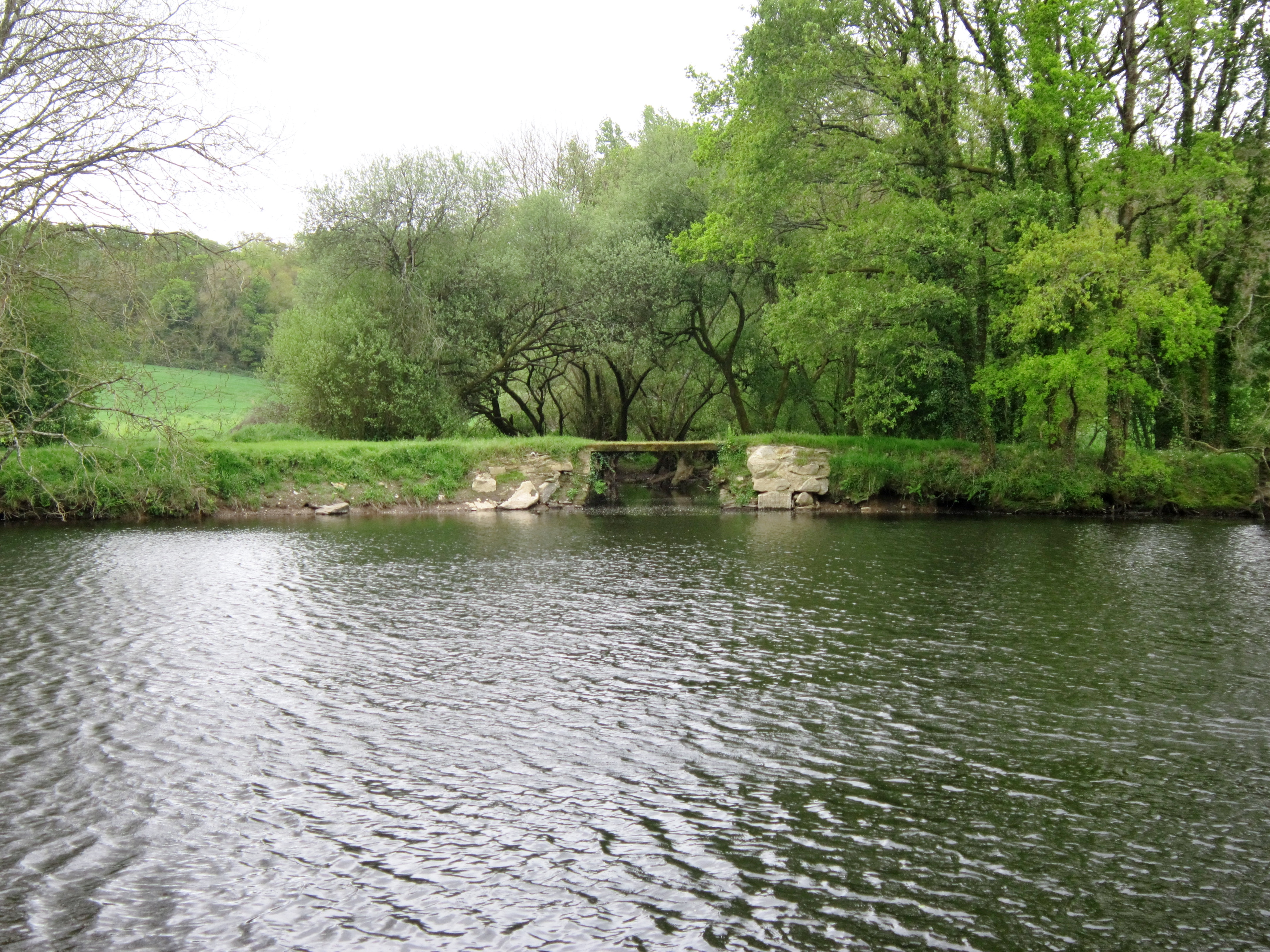
Passerelle sur le ruisseau des Trois-Fontaines pour le chemin de contre-halage au niveau de sa confluence avec l'Aulne canalisée (canal de Nantes à Brest, limite entre les communes de Gouézec et Lothey).

Les parties rurales de la commune se caractérisent par un bocage à habitat dispersé en de nombreux petits hameaux et fermes isolées, le seul hameau assez important étant celui de Pont-Coblant, partagé avec la commune de Pleyben, qui fut un port fluvial sur le canal de Nantes à Brest, et qui se développa au XIXe siècle et au début du XXe siècle en raison de l'exploitation d'ardoisières : par exemple Jean-Louis Bozec, adjoint au maire de Gouézec et décédé en décembre 1903 était aussi maître-carrier à Pont-Coblant. Une autre carrière existait à Stergoutay.
| - Carte topographique de la commune de Gouézec. |

### Hydrographie
Pour un article plus général, voir Réseau hydrographique du Finistère.
La commune est située dans le bassin Loire-Bretagne. Elle est drainée par l'Aulne, le canal de Nantes à Brest, les Trois Fontaines, le Rozvéguen, le Pont ar C'hlaou et divers autres petits cours d'eau,.
L'Aulne, d'une longueur de 144 km, prend sa source dans la commune de Lohuec et se jette  dans la rade de Brest en limite de Landévennec et de Rosnoen, après avoir traversé 27 communes.  Les caractéristiques hydrologiques de l'Aulne sont données par la station hydrologique située sur la commune. Le débit moyen mensuel est de 27,1 m3/s. Le débit moyen journalier maximum est de 508 m3/s, atteint lors de la crue du 13 décembre 2000. Le débit instantané maximal est quant à lui de 580 m3/s, atteint le même jour.

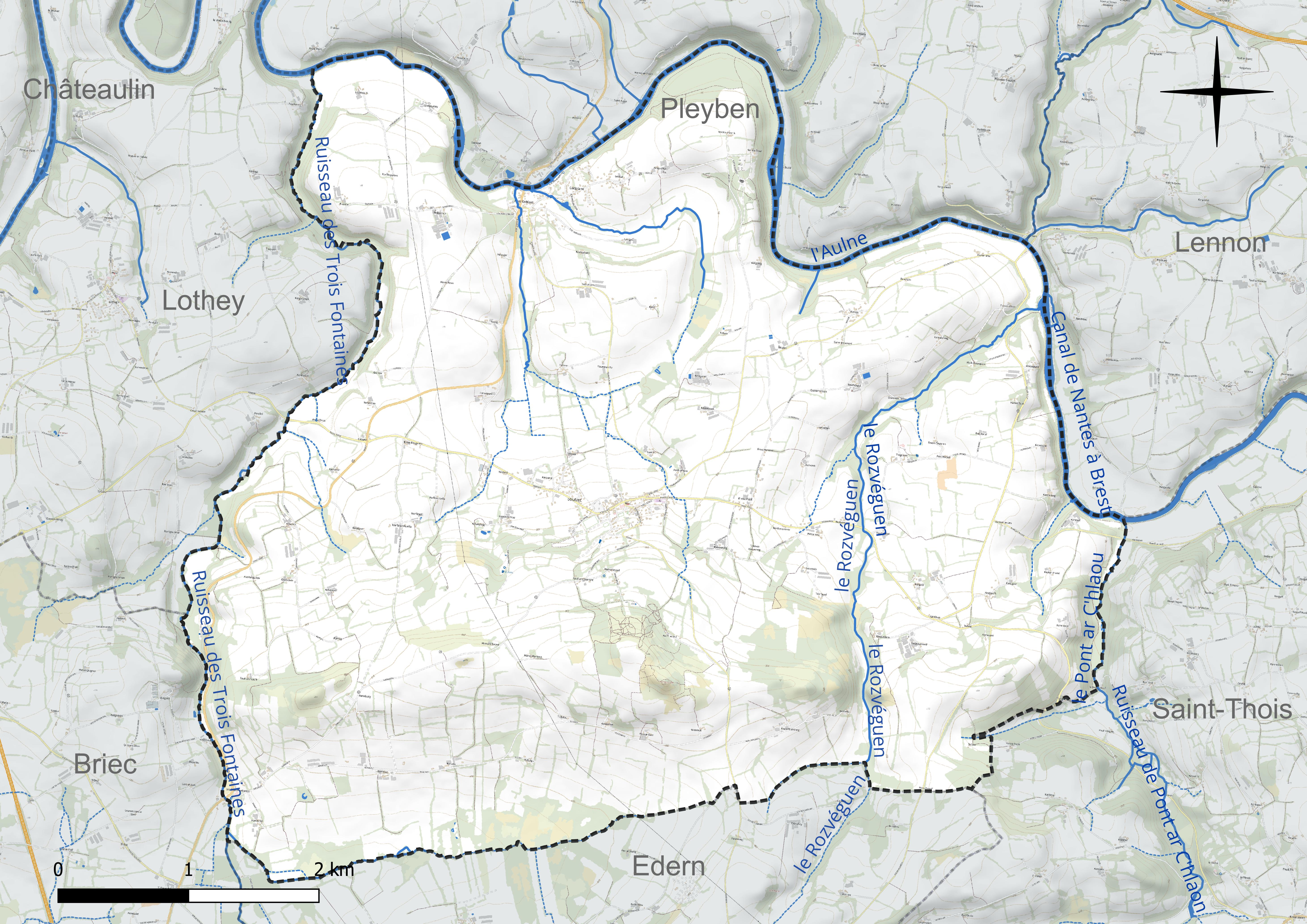
Réseau hydrographique de Gouézec.

Le canal de Nantes à Brest est un canal, chenal et un estuaire et un cours d'eau naturel navigable sur une grande partie de son cours, d'une longueur de 364 km. Il prend sa source dans la commune de Nort-sur-Erdre et se jette  dans la Loire à Nantes. 
Les Trois Fontaines, d'une longueur de 11 km, prend sa source dans la commune  et se jette  dans le canal de Nantes à Brest sur la commune, après avoir traversé quatre communes. 

### Climat
Pour des articles plus généraux, voir Climat de la Bretagne et Climat du Finistère.
En 2010, le climat de la commune est de type climat océanique franc, selon une étude du CNRS s'appuyant sur une série de données couvrant la période 1971-2000. En 2020, Météo-France publie une typologie des climats de la France métropolitaine dans laquelle la commune est exposée à un climat océanique et est dans une zone de transition entre les régions climatiques « Finistère nord  » et « Bretagne orientale et méridionale, Pays nantais, Vendée ». Parallèlement l'observatoire de l'environnement en Bretagne publie en 2020 un zonage climatique de la région Bretagne, s'appuyant sur des données de Météo-France de 2009. La commune est, selon ce zonage, dans la zone « Monts d'Arrée », avec des hivers froids, peu de chaleurs et de fortes pluies.  
Pour la période 1971-2000, la température annuelle moyenne est de 11,1 °C, avec  une amplitude thermique annuelle de 11,2 °C. Le cumul annuel moyen de précipitations est de 1 199 mm, avec 16,8 jours de précipitations en janvier et 8,8 jours en juillet. Pour la période 1991-2020, la température moyenne annuelle observée sur la station météorologique la plus proche, située sur la commune de Saint-Ségal à 10 km à vol d'oiseau, est de 11,8 °C et le cumul annuel moyen de précipitations est de 1 126,1 mm,. Pour l'avenir, les paramètres climatiques de la commune estimés pour 2050 selon différents scénarios d'émission de gaz à effet de serre sont consultables sur un site dédié publié par Météo-France en novembre 2022.

## Urbanisme

### Typologie
Au 1er janvier 2024, Gouézec est catégorisée commune rurale à habitat dispersé, selon la nouvelle grille communale de densité à 7 niveaux définie par l'Insee en 2022.
Elle est située hors unité urbaine. Par ailleurs la commune fait partie de l'aire d'attraction de Quimper, dont elle est une commune de la couronne,. Cette aire, qui regroupe 58 communes, est catégorisée dans les aires de 200 000 à moins de 700 000 habitants,.

### Occupation des sols
L'occupation des sols de la commune, telle qu'elle ressort de la base de données européenne d'occupation biophysique des sols Corine Land Cover (CLC), est marquée par l'importance des territoires agricoles (84,7 % en 2018), en augmentation par rapport à 1990 (82,1 %). La répartition détaillée en 2018 est la suivante : 
terres arables (52,1 %), zones agricoles hétérogènes (29 %), forêts (12 %), prairies (3,6 %), zones urbanisées (2,5 %), milieux à végétation arbustive et/ou herbacée (0,9 %). L'évolution de l'occupation des sols de la commune et de ses infrastructures peut être observée sur les différentes représentations cartographiques du territoire : la carte de Cassini (XVIIIe siècle), la carte d'état-major (1820-1866) et les cartes ou photos aériennes de l'IGN pour la période actuelle (1950 à aujourd'hui).

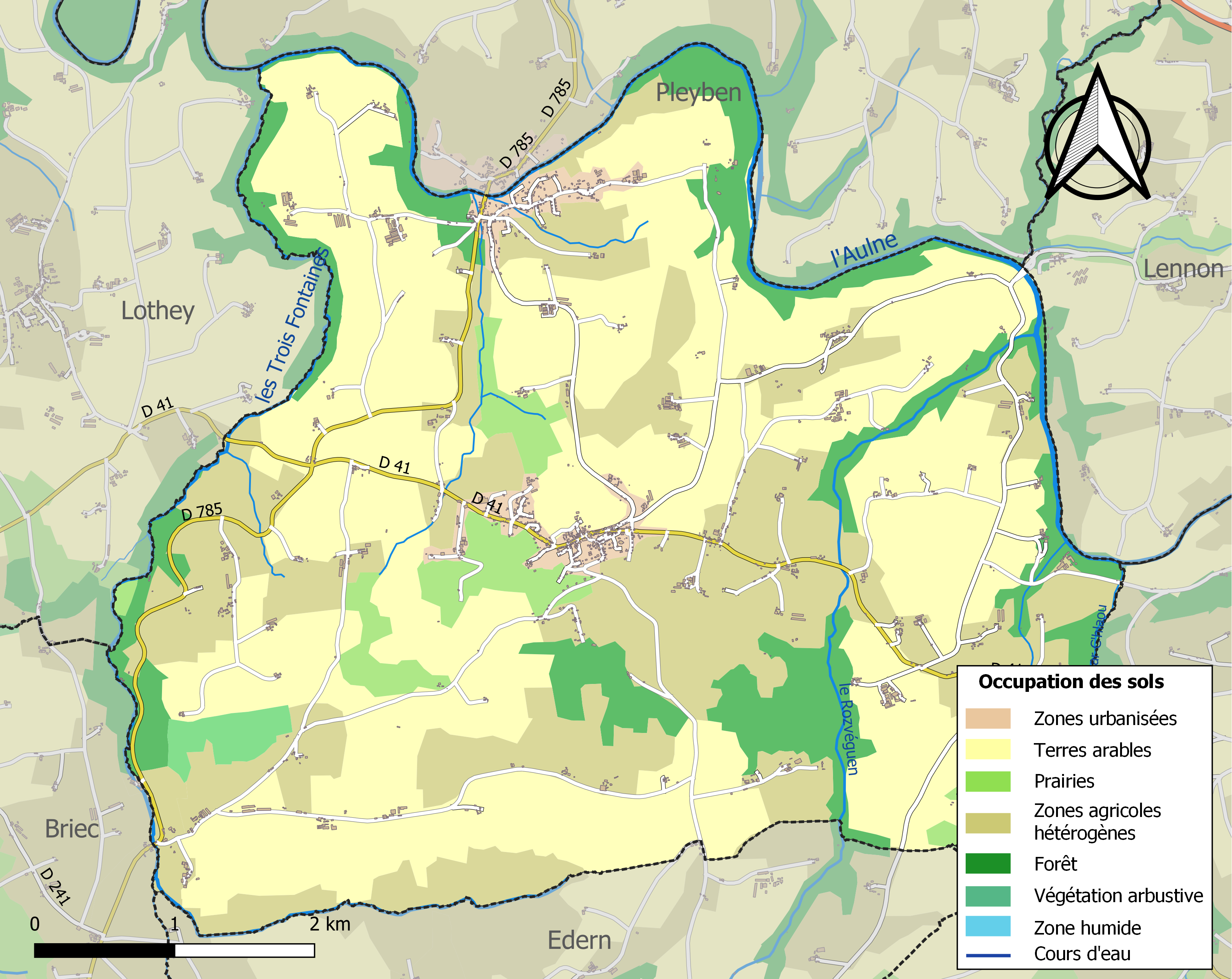
Carte des infrastructures et de l'occupation des sols de la commune en 2018 (CLC).

## Histoire

### Toponymie
Le nom de Gouézec proviendrait de « Gouesnou », compagnon de saint Pol-Aurélien.
Démembrement probable de Briec, Gouézec, soumise à l'abbaye de Landévennec, est paroisse dès le XIe siècle. Gouézec est certainement une fondation monastique créée par un saint personnage du VIe siècle, comme le suggère une mention au XIIe siècle du « minihi » de son église. La paroisse de Gouézec dépendait autrefois de l'évêché de Cornouaille. Elle englobait la localité voisine de Saint-Thois, qui s'en est détachée par la suite. Les communes de Gouézec et de Saint-Thois forment un petit pays de tradition, la Giz Gouezeg (« mode de Gouézec »).
On rencontre les appellations suivantes : Vicaria Uuoeduc (XIe siècle), Goethuc (XIIe siècle), Goezec (vers 1330), Goezeuc (en 1368).
Le nom du hameau de Moguérou (en Gouézec) provient du vieux breton macoer, provenant lui-même du latin maceria (« murs », « ruines ») en raison de la présence  à cet endroit d'un établissement gallo-romain.

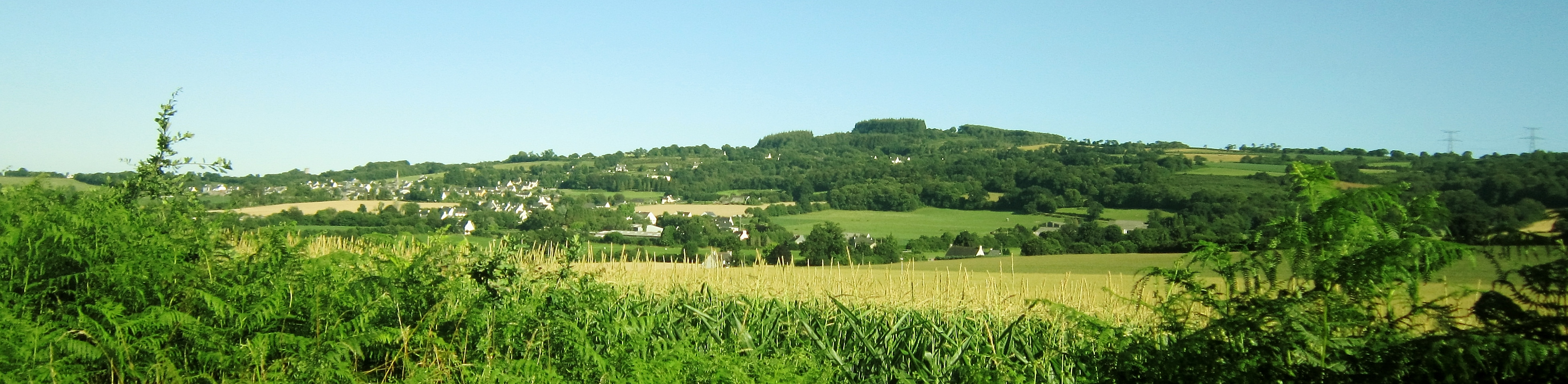
Gouézec au pied de la « Roche du Feu », vue panoramique.

### Préhistoire et Antiquité

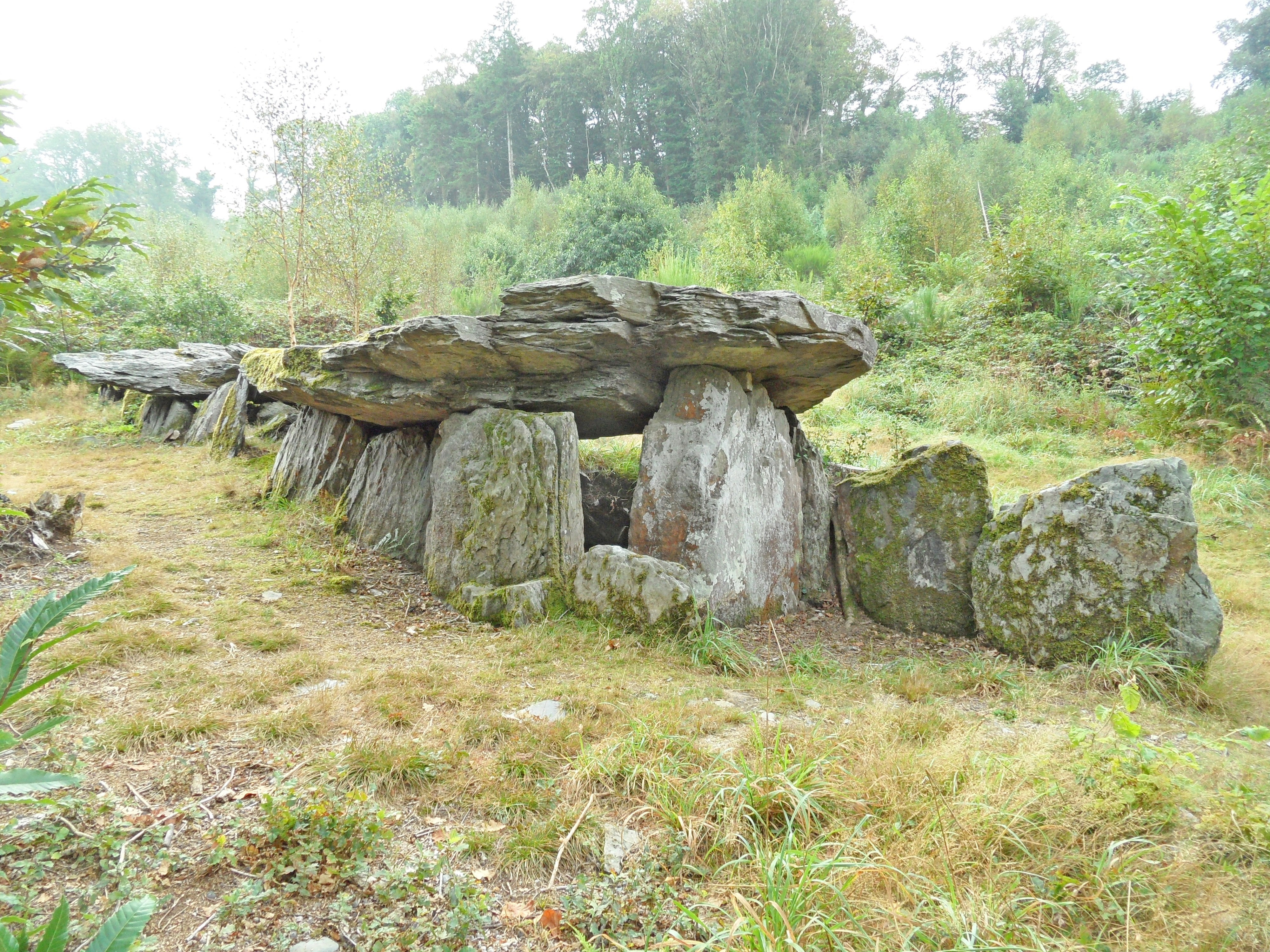
L'allée couverte de Loch-ar-Ronfl

Le territoire a été occupé dès le Néolithique comme en témoigne l'allée couverte de Kerriou, dite aussi de Loch-ar-Ronfl. Il fut ensuite habité de façon continue. Un dépôt de haches à douille de bronze, un pied sculpté de l'âge de fer et les vestiges d'une voie d'époque en sont la preuve.
Une voie romaine allant de Morlaix à Quimper passait par Pleyben, la chapelle des Trois-Fontaines en Gouézec et le Pénity en Briec, où elle rejoignait celle venant de Vorgium

### Moyen Âge
Selon Jean-Baptiste Ogée, « en 1390, on connaissoit [connaissait] dans ce territoire les manoirs de Kerriou, de Lesmaez, de Queleriou, de Ker-drehenneo, de Ker-neleguel, de Coerveheuc, de Ker-quelen et celui de Rostannou [Roscanou] ».

### Époque moderne

#### Le massacre et le pillage de Roscanou
En 1590, pendant les Guerres de la Ligue, des nobles furent assiégés dans le château de Roscanou, alors propriété en 1590 de la famille de Lesmaës, plus précisément de la veuve d'un conseiller du présidial, qui était du parti des royaux, c'est-à-dire qu'elle soutenait le roi Henri IV et les huguenots « et ne se privait pas de le dire, bien que tout le pays environnant fut dévoué à la Ligue. (...). Cette dame fut bientôt haïe par tous les campagnards de la région ». En septembre 1590, elle reçût en grande pompe dans son château Claude du Chastel, sieur de Kerlec'h, venait tout juste de se marier avec Jeanne de Coëtquen, âgée de 12 ou 13 ans ; le couple était escorté par 60 à 80 gentilshommes à cheval. « Enchantée par l'annonce de cette visite, la châtelaine fit de grands préparatifs et invita de nombreux amis pour fêter les nouveaux époux et leur suite, sans toutefois ébruiter la venue de cette troupe de royaux abordant ainsi en pays ennemi. Leur arrivée ne pouvait cependant passer inaperçue et bientôt, de clocher en clocher, la nouvelle en volait à travers le pays ».
« Au son du tocsin, les paroisses voisines telles que Pleyben, Gouézec, Lennon, Edern  étaient arrivées en armes à la nouvelle de l'arrivée à Roscanou d'une forte troupe de cavaliers royaux. Chacun, se souvenant des imprudentes paroles de la châtelaine [elle avait menacé les paysans partisans de la Ligue à maintes reprises], croyait qu'elle avait réuni là ses amis pour accomplir ses projets de vengeance. En se voyant ainsi bloqués par les paysans auxquels s'était joint le sieur de Rosampoul, avec ses gens de guerre et plusieurs autres chefs ligueurs, les hôtes de Roscanou tentèrent une sortie à cheval » mais furent bloqués par les assiégeants et les paysans révoltés mirent le feu au château ; les nobles tentant de s'échapper s'empalaient sur les hallebardes. « Le sieur de Kerlec'h, ne pouvant se sauver avec sa jeune épouse, résolut de mourir avec elle et périt l'épée  à la main ». Selon le chanoine Moreau « il y mourut en tout, compris ceux de la maison, plus de quatre-vingt-dix personnes, dont il y avait soixante gentilshommes et nombre de chefs de maison » et « la maison de Roscanou fut toute brûlée, et tout ce que l'on put sauver du feu fut tout pillé par les communes [paysans], qui ne laissèrent rien que ce grand nombre de corps morts tous nus d'un côté et d'autre. Il y avait aussi quantité de beaux chevaux et de belles armes, qui furent pour la plupart consumés par le feu ». Parmi les victimes de ce massacre, le sieur de Hirgars en Crozon, Pierre II de Vieux-Chastel, abbé de Saint-Maurice de Carnoët, le sieur de Kerlouët, etc. ; Jeanne de Coëtquen, saisie par les soldats, fut blessée par un coup d'épée à la gorge, mais cependant échappa à la mort ainsi qu'une enfant de neuf ans dénommée Lesmaës, héritière de Roscanou, qui échappa au massacre ; elle se maria par la suite avec Rolland du Guermeur, sieur du Corroac'h

#### Les inhumations dans l'église
Les multiples interdictions concernant les inhumations dans les églises, décidées par les Évêques dès la fin du XVIe siècle et par le Parlement de Bretagne en 1719 et 1721 suscitèrent parfois des réactions très violentes à l'encontre du clergé. En 1738, une polémique éclate à Gouézec à propos de la coutume persistante de l'inhumation à très faible profondeur (sous les dalles d'ardoise de faible épaisseur) des défunts dans l'église, ce qui provoque des « exhalaisons  mortelles », rendues responsables d'un « mal épidémique » répandu dans la paroisse et accusées aussi de « ternir les dorures de l'église ». Des abus intolérables se produisaient parfois : ainsi en 1719, un paysan, René Gadal, ne trouvant pas de place dans l'église pour enterrer son épouse chargea ses valets de déterrer un cadavre récemment inhumé et ceux-ci n'hésitèrent pas « à arracher la tête sanglante (sic) et encore toute chevelue du cadavre récemment inhumé, et à en rompre tous les membres ». Le recteur René Calloc'h tenta de s'y opposer mais des paysans de la paroisse l'en empêchèrent violemment, continuant à enterrer de force leurs proches selon la coutume.

#### Gouézec auXVIIIesiècle
Le prédicateur Guillaume le Roux, qui prêchait une mission à Gouézec en juillet 1725, fut terrassé subitement ; transporté au château du Guily (en Lothey), il y mourut et son cœur fut enterré dans l'église paroissiale de Lothey, le reste de son corps dans l'église de Gouézec.
Jean-Baptiste Ogée décrit ainsi Gouézec en 1778 :

« Gouézec, au bord des Montagnes noires, à trois lieues trois-quarts au nord-nord-est de Quimper, son évêché ; à trente-six lieues trois-quarts de Rennes et à deux lieues de Châteaulin, sa subdélégation et son ressort. Cette paroisse, dont la cure est à l'alternative, relève du Roi et compte 1350 communiants. Elle est située dans un fond, et environnée de montagnes connues sous le nom de Montagnes des fontaines près la forêt de Langle. Auprès de cette forêt est le pont Cirban [Pont-Coblant], sur la rivière d'Aulne. Ce pays est désert et il s'y commettait jadis une infinité de meurtres ; les terres et prairies y sont excellentes, mais on y voit beaucoup de landes. »

Selon Louis Charpentier, dans une monographie intitulée "De Funnay à Ty Mur. Mémorable aventure d'Escailleurs ardennais qui s'en furent au pays d'Armor, exploiter les pierres d'ardoises", vers 1777 des Ardennais, venant principalement de la région de Fumay, vinrent trouver du travail dans les ardoisières de la vallée de l'Aulne, apportant avec eux l'art de mieux tailler l'ardoise. Dans l'impossibilité de trouver leur lieu réel d'origine, P.-A. Limon les surnomment "Parisiens" dans son livre "Usages et règlements locaux en vigueur dans le Finistère" publié en 1857, et les ardoises bretonnes furent surnommées "parisiennes". Cette immigration concerna principalement les communes de Port-Launay, Châteaulin, Lopérec, Saint-Coulitz, Pleyben, Lothey, Gouézec, Lennon, Spézet, Motreff, Châteauneuf-du-Faou et Saint-Goazec. Les noms de famille se sont transformés au fil du temps : les Waslet sont devenus Voachelet, Les Lefèvre sont devenus Lefeuvre, les Bouchy Bouché, etc..

### Révolution française
Alexandre Marie de Poulpiquet, né le 10 juillet 1775 au manoir de Lanvéguen en Gouézec, émigré, fut fait prisonnier à Quiberon en 1795, et s'évada des prisons d'Hennebont ; dit "Sans-Quartier", il reprit les armes du côté de Moëlan et fut à nouveau fait prisonnier à Quimperlé en octobre 1795 et fusillé dans cette ville le 3 novembre 1795.

### XIXesiècle
A. Marteville et P. Varin, continuateurs d'Ogée, décrivent ainsi Gouézec en 1843 :

« Gouézec (sous l'invocation de saint Pierre) ; commune formée par l'ancienne paroisse du même nom, aujourd'hui succursale (...). Principaux villages : Kerriou, Coat-Efam, Spercourtai, Moguérou, le Guiriou, Gouendaré, Kerfloux, Ménez-Brizec, Kerderrien. Superficie totale 3 064 hectares dont (...) terres labourables 1 299 ha, prés et pâtures 201 ha, bois 95 ha, vergers et jardins 1 ha, landes et incultes 1 310 ha (...). Moulins : 8 ( de Pontarglaon, Neuf, de Kervern, de Coblant, de Lesmetz, de Rodvéguen, de Rozcannou. Il y a, outre l'église, les chapelles Tréguron et des Fontaines. Géologie : quelques grès se montrent au sud, mais le terrain tertiaire moyen domine. On parle le breton. »

Le dimanche 8 juillet 1849 un drame survint à Gouézec :

« Dix ouvriers de divers états [professions] qui travaillaient au manoir de Kerriou voulurent se baigner [dans l'Aulne canalisée] aussitôt après leur dîner, mais cette funeste idée devint fatale à plusieurs d'entre eux. Six de ces malheureux se noyèrent, les quatre autres ne durent la vie sauve qu'aux prompts secours qu'on leur porta, en leur faisant passer des cordes, au moyen desquelles ils purent gagner le rivage. »

Au XIXe siècle, la commune est réputée pour ses ardoisières qui ont été exploitées de 1830 à 1914. Une grève de 60 ouvriers fendeurs d'ardoises débuta le 25 juin 1897 à Pont-Coblant. Des accidents survenaient parfois, par exemple le 14 mai 1900 dans la carrière de Lescuz. La carrière souterraine de Parc-ar-Pont installa ses bureaux dans un bâtiment situé près du port de Pont-Coblant, côté Gouézec, transformé en chapelle Sainte-Barbe en 1951.

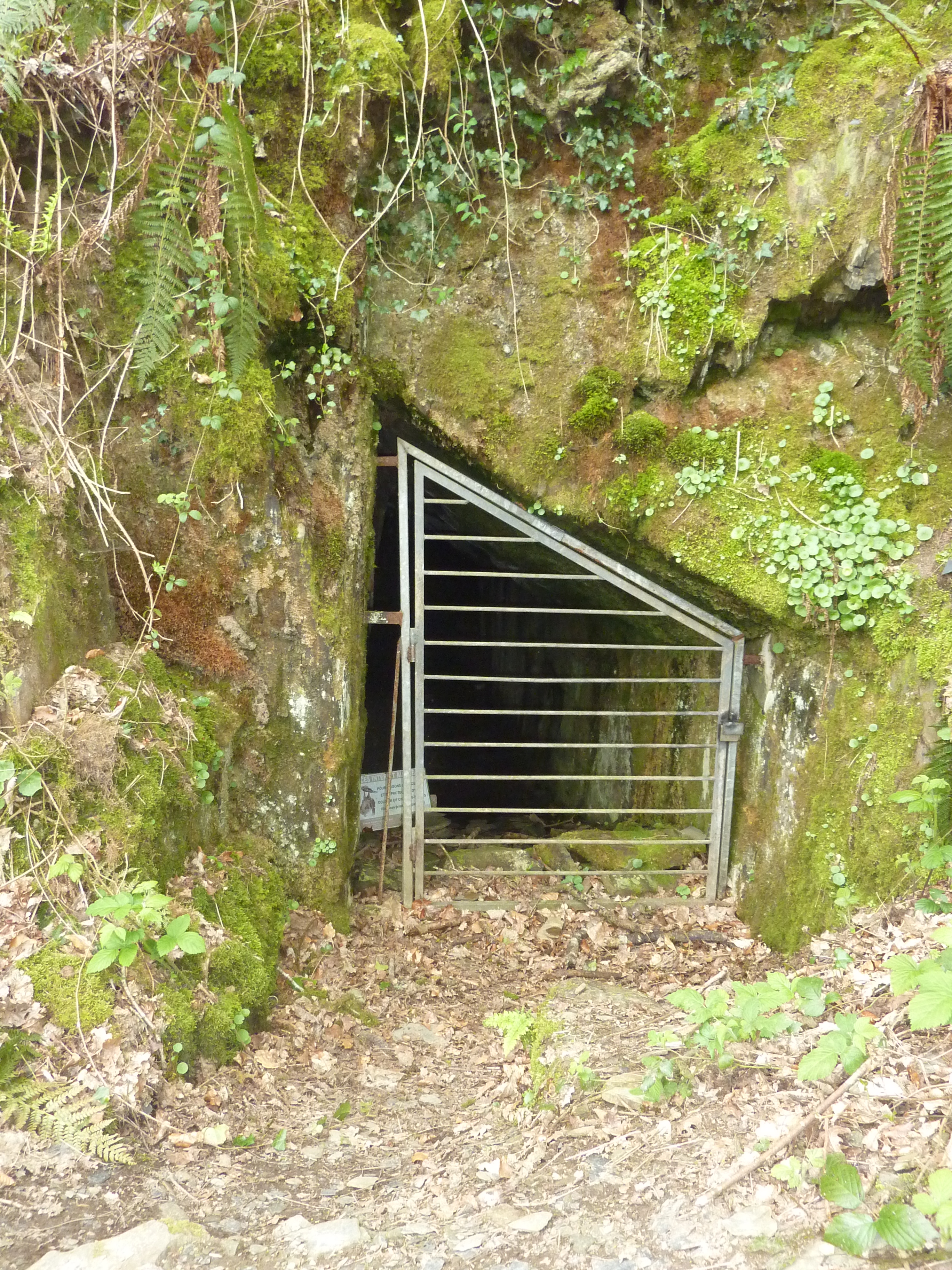
Entrée d'une ancienne galerie d'une mine d'ardoises en amont de Pont-Coblant

Jean-Louis Bozec exploitait encore en 1913 des ardoisières à Pont-Coblant, aux lieux-dits Parc-an-Hent et Lescuz. Une autre grève survint en 1925 dans les carrières de Pont-Coblant et Stergourlay.
Le Conseil général du Finistère accorda en 1878 une subvention à la commune de Gouézec pour financer la construction de l'école des garçons et une autre en 1880 pour financer les travaux liés au transfert de l'école des filles dans l'ancienne école des garçons.
Le journal "La Croix" relate en 1891:« Un incendie a éclaté à Gouézec, canton de Pleyben (Finistère), dans une hutte de mendiants, qui a été entièrement détruite. Un bébé de 1 an a été brûlé vif ».

### XXesiècle

#### La Belle Époque

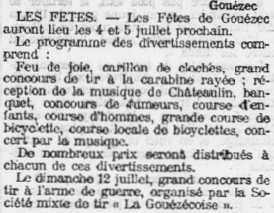
Programme des fêtes de Gouézec (pardon de Saint-Pierre) organisées les 4 et 5 juillet 1908

En 1902, le conseil municipal de Gouézec vota à l'unanimité une protestation contre la fermeture des écoles congréganistes et la population de Gouézec s'opposa vivement aux mesures anticléricales du gouvernement d'Émile Combes et à l'application de la Loi sur les congrégations :

« Dès minuit, dans la nuit de dimanche à lundi, les hommes avaient édifié deux barricades faites de charrettes renversées et de troncs d'arbres enchaînés, l'une à 50 mètres de l'école, l'autre à la porte du couvent. Et dès trois heures, des cyclistes partent en éclaireurs dans la direction de Pleyben. Vers cinq heures, ils rentrent à toutes pédales, annonçant l'arrivée des gendarmes. Aussitôt le tocsin tinte, tandis que le clairon sonne le danger à tous échos, et la population arrive en courant. (...) Quand [les gendarmes] arrivent à la première barricade, il y a là 2 000 habitants décidés à se laisser écraser plutôt que de céder. Les sommations sont faites. On répond par des cris : « Jamais ! Jamais ! Jamais ! » (...) Sept fois la gendarmerie charge. Sept fois elle est repoussée. (...) Un brigadier, perdant tout sang froid, dégaine, et blesse plusieurs personnes du tranchant de son sabre (...). Un gendarme tombe de cheval dans la mêlée et se blesse grièvement. (...). M. de Legge, maire, est violemment insulté par un brigadier. (...). La gendarmerie se retire. (...) Cependant on avait télégraphié à Quimper pour demander la troupe. (...) Mais, à l'approche de la troupe, la population a enlevé les barricades (...) Les troupiers n'ont plus trouvé sur la porte du couvent que cette inscription : Vive la liberté ! Vivent les Sœurs ! À bas les proscripteurs ! Prise du couvent de Gouézec 11 août 1902. (...) Et les Sœurs, accompagnées des notables du pays, se rendent, accompagnées d'une foule délirante, jusqu'à l'église où on chante le Miserere. »

En raison de leur attitude lors de ces événements, le maire, Henri-Alexandre de Legge, fut révoqué, et l'abbé Caër, vicaire à Gouézec, fut suspendu de traitement.
La population de Gouézec était à l'époque très attachée à ses religieuses : par exemple l'enterrement de sœur Agnès, supérieure locale des Filles du Saint-Esprit, décédée le 11 janvier 1904, fut suivi par pratiquement toute la paroisse.
L'inventaire des biens d'église eût lieu le 5 mars 1906 à Gouézec.
La comtesse Cecilia Rita Monteiro de Barros, épouse de Henri Louis de Legge (fils d'Henri de Legge), fit construire en 1904 le château de Kerriou et y habita pendant l'Entre-deux-guerres. Yves Fitamant, auteur d'un livre "Kerriou, histoire d'une seigneurie", parle d'« une construction de toute beauté qui a reçu une décoration admirable ». Le domaine fut vendu en 1935 après le décès de la comtesse.

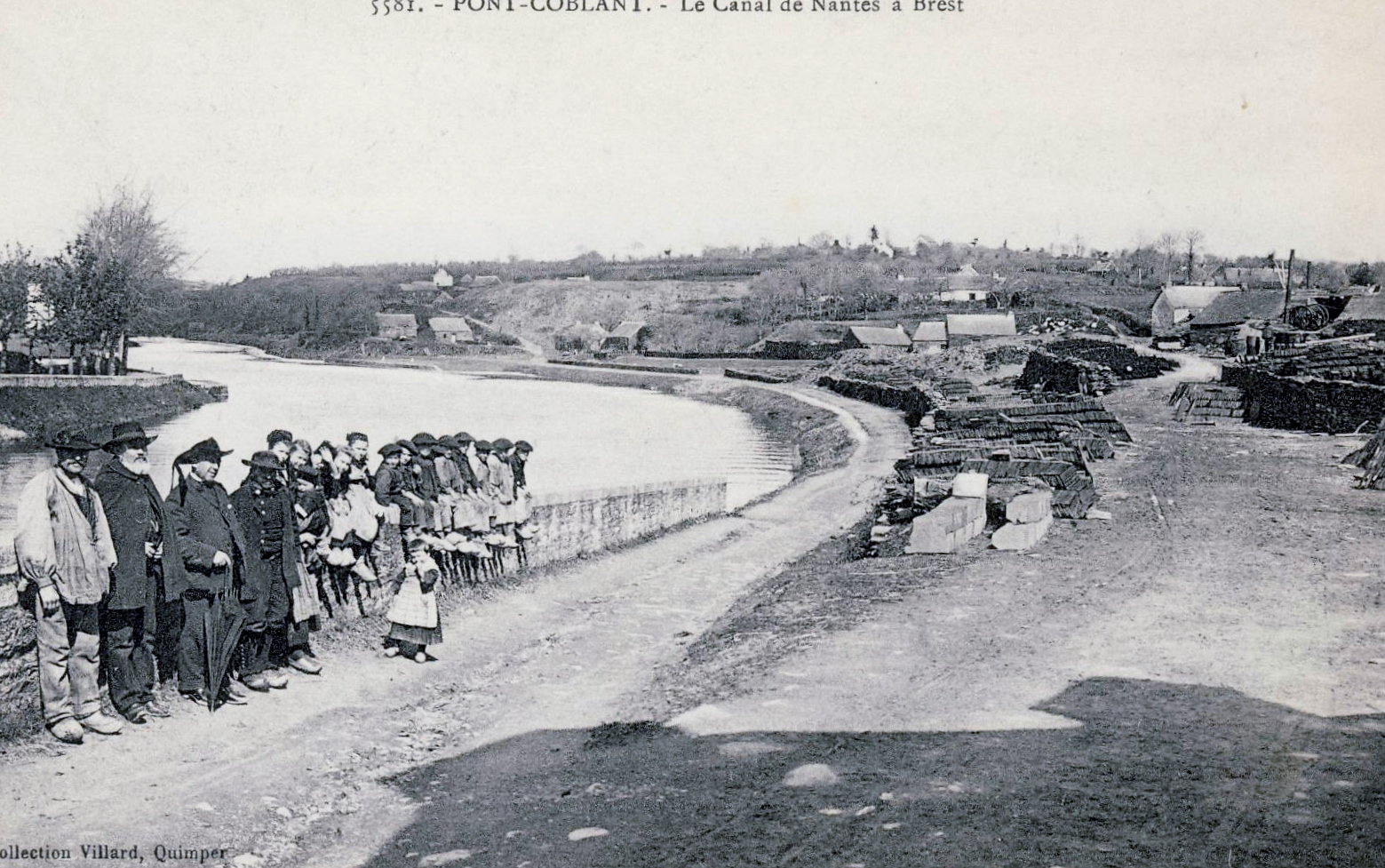
Pont-Coblant vers 1910 : le canal de Nantes à Brest et ardoises en attente de chargement
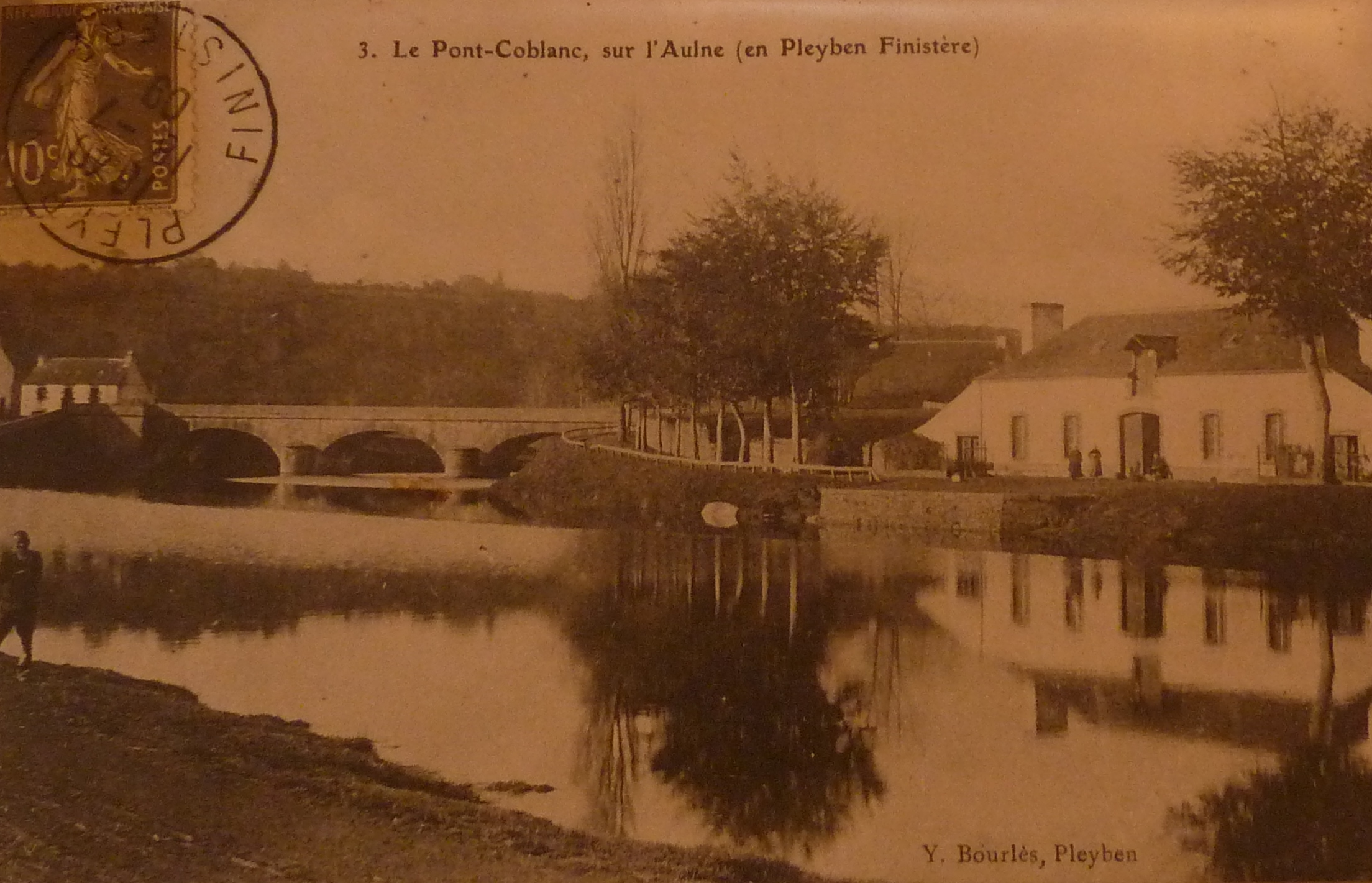
Pont-Coblant au début du XXe siècle (photographie Y. Bourlès, Pleyben)
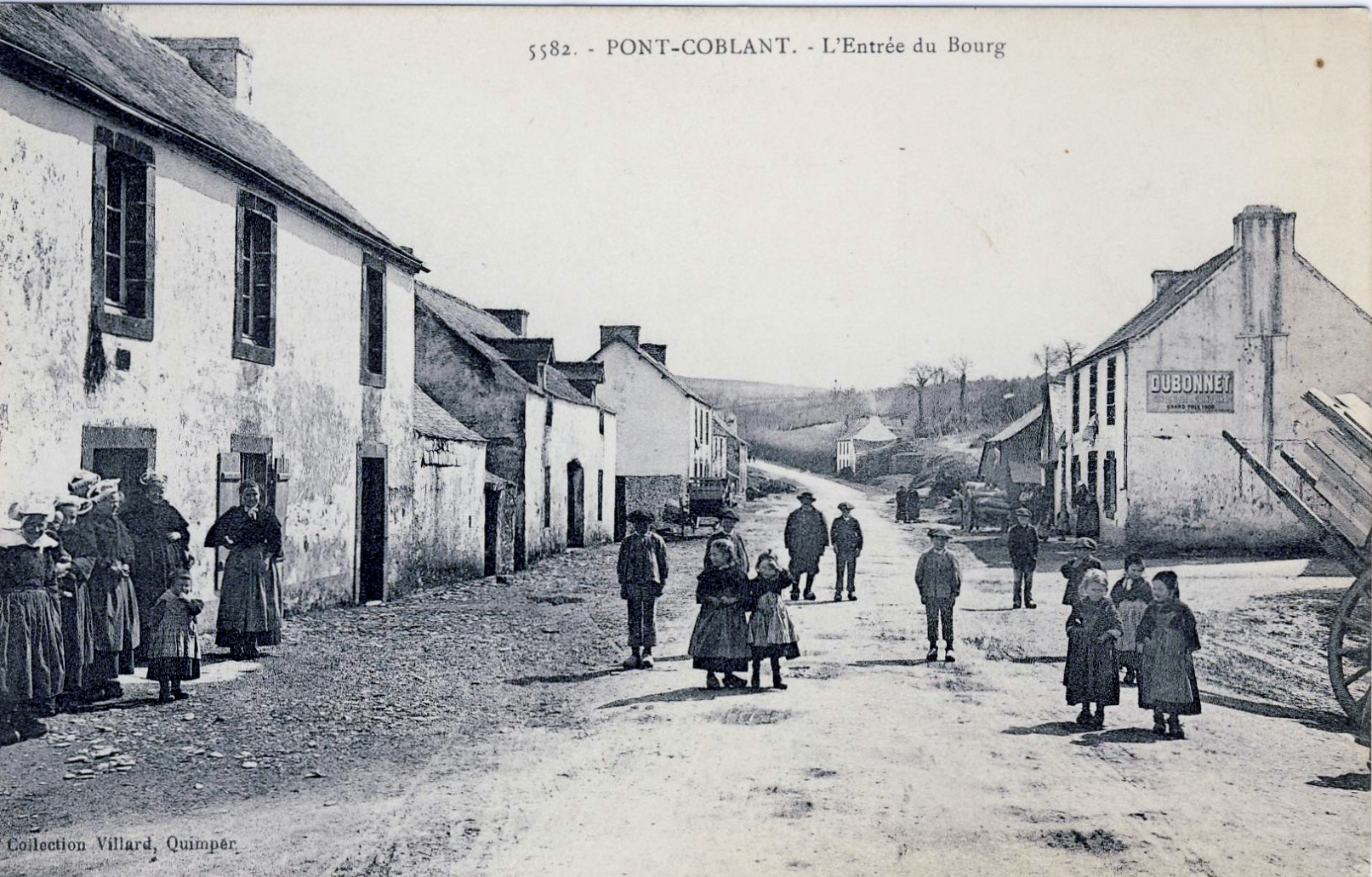
Pont-Coblant vers 1910 : la route vers le bourg de Gouézec (carte postale Villard)
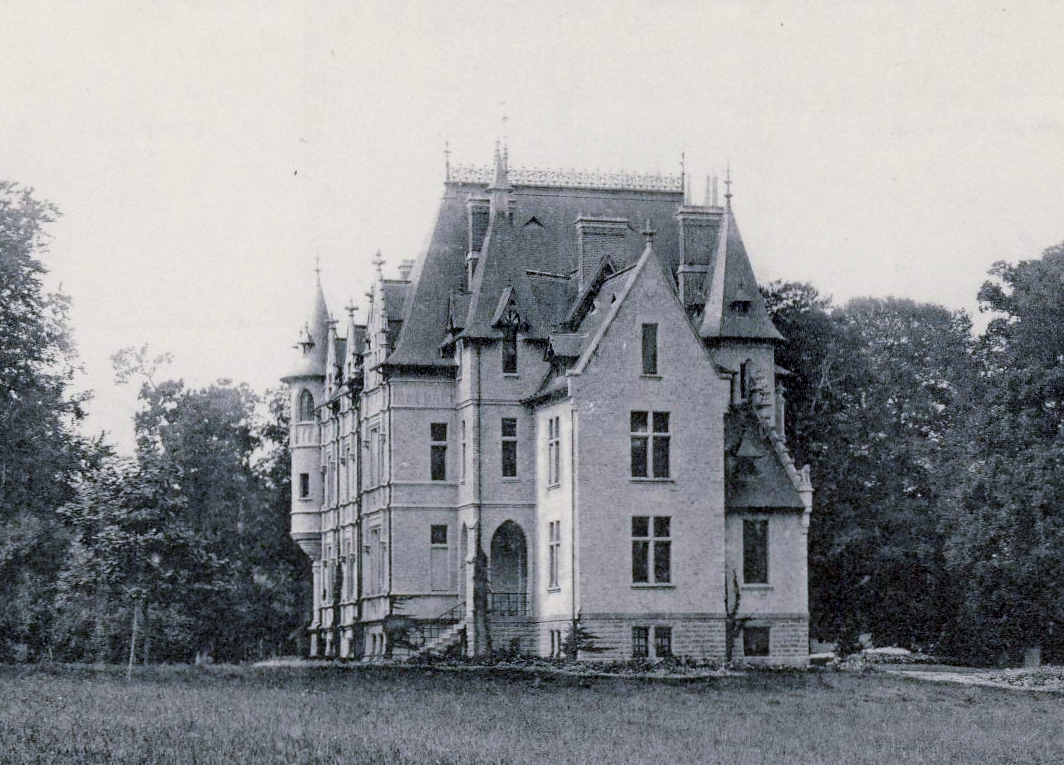
Le château de Kerriou vers 1910 (carte postale Villard)
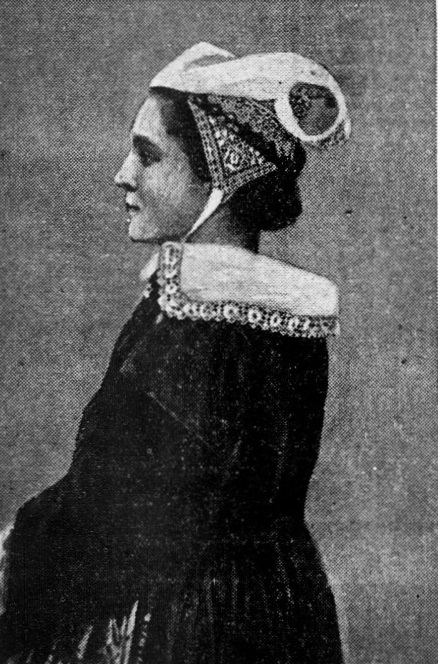
Femme de Gouézec en costume traditionnel (photographie de 1933)
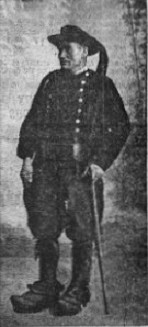
Paysan de Gouézec (photographie de 1933)
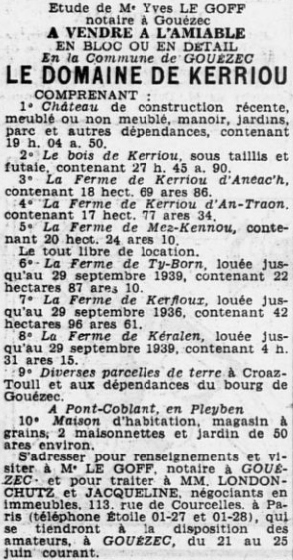
La mise en vente du château de Kerriou et de ses dépendances en 1935

Des foires étaient organisées plusieurs fois dans l'année à Gouézec : par exemple les 25 mars, 25 mai et 29 septembre pour l'année 1911.
Le 16 mars 1913 ouvrit le bureau téléphonique de Gouézec.

#### La Première Guerre mondiale

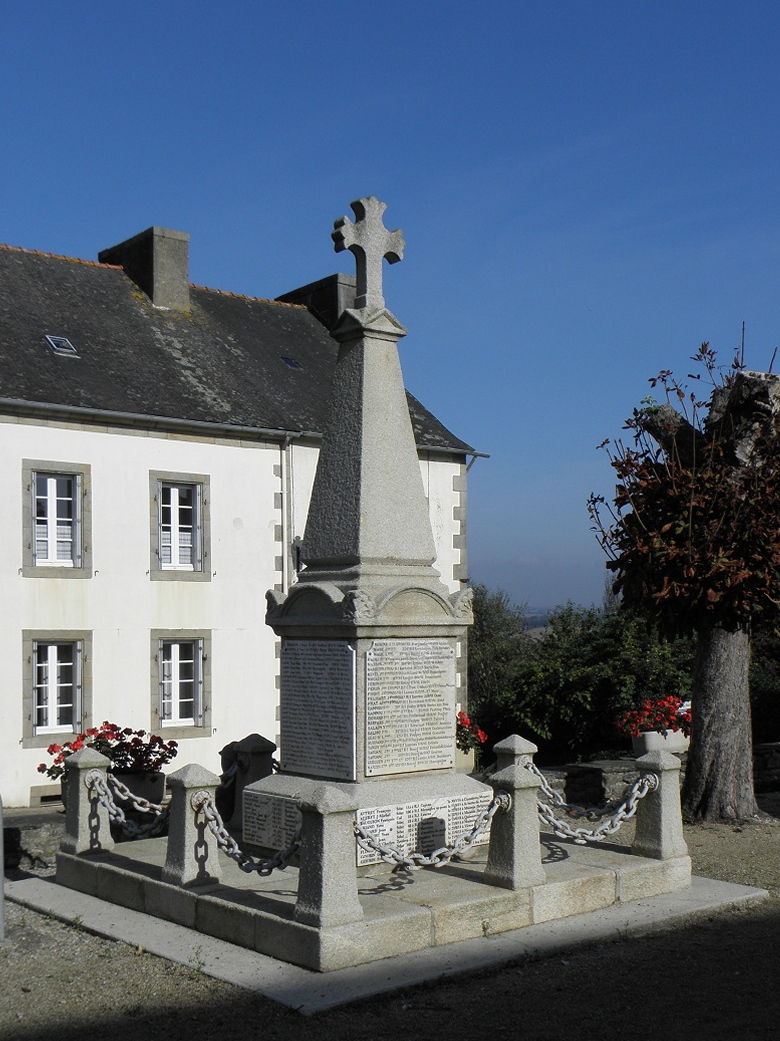
Le monument aux morts de Gouézec

Le monument aux morts de Gouézec porte les noms de 112 soldats et marins morts pour la France pendant la Première Guerre mondiale : sept sont morts en Belgique dont six en 1914 (dans les combats de Maissin pour cinq d'entre eux) et un (Charles Floch'lay) en 1915 à Nieuport-Bains ; deux (Pierre Dorval, Jean Yaouanc) sont décédés en Grèce lors de l'expédition de Salonique ; deux sont morts en Allemagne, l'un (François Kergoat) en mai 1915, l'autre (Jean Suignard) en octobre 1918 ; les autres sont tous décédés sur le sol français à l'exception de Pierre Madec, matelot à bord du cuirassé Bouvet, coulé dans le détroit des Dardanelles le 18 mars 1915. Jean-Louis Bozec, lazariste, chasseur brancardier au 44e bataillon de chasseurs à pied, tué à l'ennemi le 14 septembre 1916 à Cléry-sur-Somme (Somme) fut décoré de la Médaille militaire et de la Croix de guerre.
Un autre marin, François Le Coz, dont le nom est aussi inscrit sur le monument aux morts, a en fait été blessé accidentellement d'un coup de revolver sur le croiseur Jurien de la Gravière et est mort des suites de ses blessures à Palerme le 1er octobre 1919.

#### L'Entre-deux-guerres
Une usine hydraulique fournissant de l'électricité était installée à Lescuz en Gouézec, sur le canal de Nantes à Brest ; elle est mise en vente en 1924.
Des jeunes paysans finistériens, notamment 21 familles de Gouézec, émigrent pendant la décennie 1920 en direction du Périgord et du sud-ouest de la France ; certains s'installèrent dans le Périgord, notamment dans le canton de Seyches et dans la région de Monflanquin.

#### La Seconde Guerre mondiale
Le monument aux morts de Gouézec porte les noms de 8 personnes mortes pour la France pendant la Seconde Guerre mondiale ; parmi elles les soldats Yves Coadou, mort le 13 février 1940 en Moselle ; Jean Richard, tué, et Pierre Stervinou, disparu, tous deux lors de la débâcle en mai 1940 dans la Somme ; François Suignard, mort en captivité en Allemagne. François Baut a été déporté depuis Pont-Coblant le 26 avril 1944. René Bihan, membre de la compagnie FFI "Cartouche", fut tué lors des combats du Ménez Hom le 28 août 1944.
Célestin Lainé, militant nationaliste breton pro-nazi, installa son kadervern (ses troupes de militants nationalistes) dans le château de Kerriou, au grand dam de la population locale. Des barques construites à cette époque servirent après la guerre de centre d'apprentissage notamment en mécanique, remplaçant le centre du Bergot à Brest, détruit pendant cette même guerre.
Les Allemands occupèrent ensuite le château. Le 30 juin 1944 des résistants FFI de la compagnie "Normandie" l'attaquèrent, sachant qu'il ne restait sur place que deux soldats allemands, la garnison étant partie le matin même ; l'un des soldats fut tué, l'autre se rendit,témoigne Henri Birrien, qui dirigea cette action des résistants.

## Politique et administration

### Politique de développement durable
La commune a engagé une politique de développement durable en lançant une démarche d'Agenda 21.

## Démographie
L'évolution du nombre d'habitants est connue à travers les recensements de la population effectués dans la commune depuis 1793. Pour les communes de moins de 10 000 habitants, une enquête de recensement portant sur toute la population est réalisée tous les cinq ans, les populations de référence des années intermédiaires étant quant à elles estimées par interpolation ou extrapolation. Pour la commune, le premier recensement exhaustif entrant dans le cadre du nouveau dispositif a été réalisé en 2006.
En 2022, la commune comptait 1 115 habitants, en évolution de +1,36 % par rapport à 2016 (Finistère : +2,16 %, France hors Mayotte : +2,11 %).
| 1793  | 1800  | 1806  | 1821  | 1831  | 1836  | 1841  | 1846  | 1851  |
| ----- | ----- | ----- | ----- | ----- | ----- | ----- | ----- | ----- |
| 1 154 | 1 291 | 1 306 | 1 362 | 1 561 | 1 614 | 1 620 | 1 800 | 1 911 |

| 1856  | 1861  | 1866  | 1872  | 1876  | 1881  | 1886  | 1891  | 1896  |
| ----- | ----- | ----- | ----- | ----- | ----- | ----- | ----- | ----- |
| 1 907 | 1 927 | 2 075 | 2 110 | 2 170 | 2 247 | 2 264 | 2 278 | 2 284 |

| 1901  | 1906  | 1911  | 1921  | 1926  | 1931  | 1936  | 1946  | 1954  |
| ----- | ----- | ----- | ----- | ----- | ----- | ----- | ----- | ----- |
| 2 322 | 2 290 | 2 335 | 2 150 | 2 159 | 2 042 | 1 865 | 1 954 | 1 520 |

| 1962  | 1968  | 1975  | 1982  | 1990  | 1999 | 2006  | 2011  | 2016  |
| ----- | ----- | ----- | ----- | ----- | ---- | ----- | ----- | ----- |
| 1 356 | 1 212 | 1 062 | 1 070 | 1 076 | 984  | 1 049 | 1 123 | 1 100 |

| 2021  | 2022  | - | - | - | - | - | - | - |
| ----- | ----- | - | - | - | - | - | - | - |
| 1 109 | 1 115 | - | - | - | - | - | - | - |

Commentaire : La population de Gouézec est actuellement presque égale (légèrement moindre toutefois : - 91 habitants) que lors du premier recensement effectué en 1793. Mais cette stabilité apparente masque des évolutions très importantes dans l'intervalle : la population augmente presque constamment tout au long du XIXe siècle : + 1 181 habitants (+ 102,3 % en 118 ans). Le maximum démographique est atteint en 1911 avec 2 335 habitants. Le retournement démographique est spectaculaire : après une relative stagnation aux environs de la première guerre mondiale, la population décline presque constamment pendant les trois derniers quarts du XXe siècle, atteignant son minimum démographique en 1999 avec légèrement moins de 1 000 habitants (984 exactement), perdant 1175 habitants (- 54,4 %) en 74 ans. Un léger regain démographique se constate toutefois dans les premières années du XXIe siècle (+ 79 habitants en 8 ans entre 1999 et 2007). Le solde naturel, régulièrement négatif pendant les trois derniers quarts du XXe siècle est redevenu positif entre 1999 et 2007 (+ 0,5 % l'an) et le solde migratoire également (+ 0,5 % l'an aussi pendant la même période). En 10 ans, de 1999 à 2008, Gouézec a enregistré 141 naissances et 105 décès, soit un excédent de 36 personnes, signe d'un certain redressement démographique, qui se traduit aussi dans l'évolution du nombre des logements : 467 résidences principales comptabilisées en 2007 contre 438 en 1999, soit un gain de 29 habitations principales. 86 résidences secondaires étaient recensées en 2007, soi 1/6e des logements totaux. La densité de la population communale est de 34 habitants par km² en 2007.

## Sites et monuments
http://www.region-de-pleyben.fr

### La Roche du Feu (Karreg an Tan)

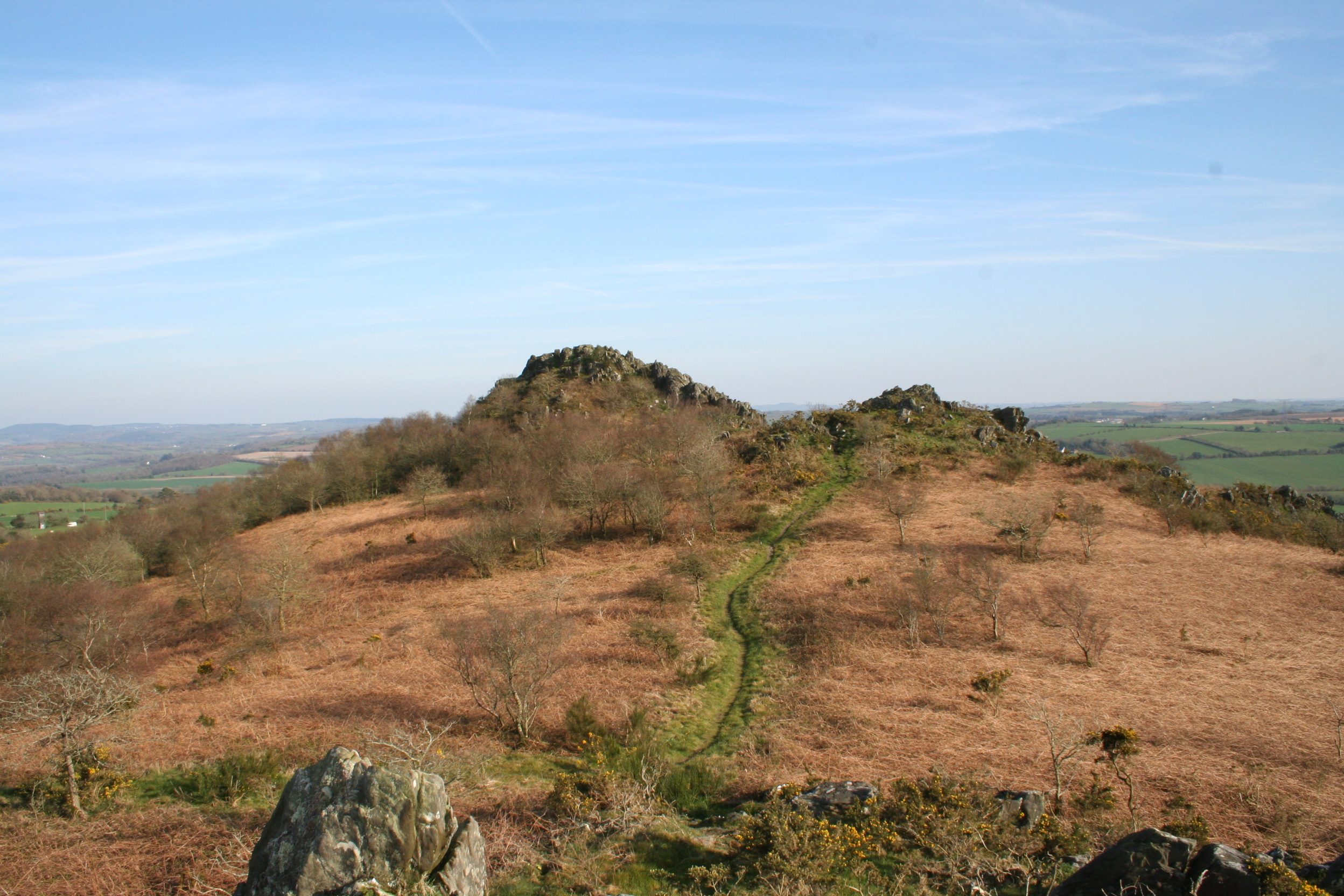
La "Roche du Feu" (Karreg an Tan) 1.
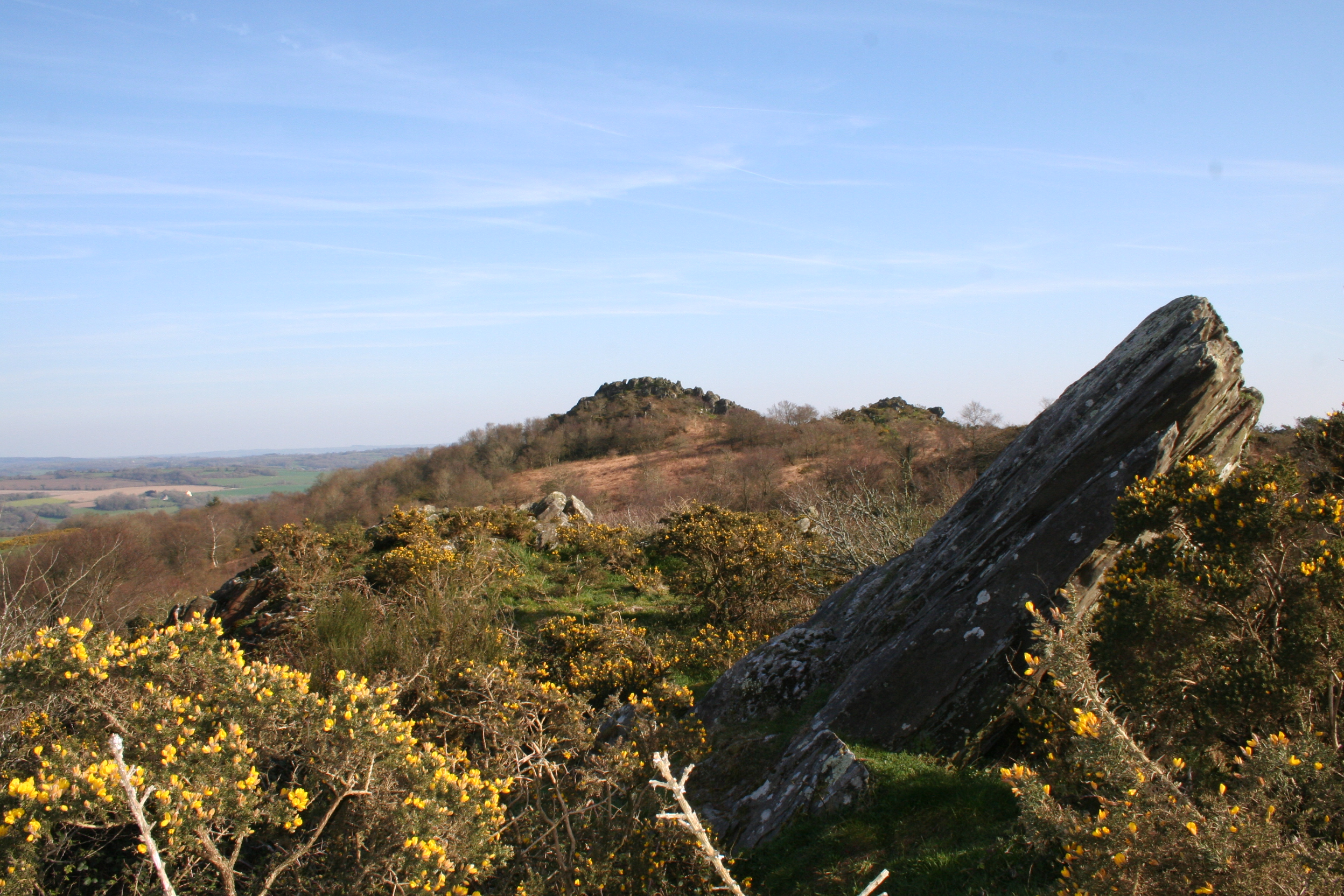
La "Roche du Feu" (Karreg an Tan) 2.
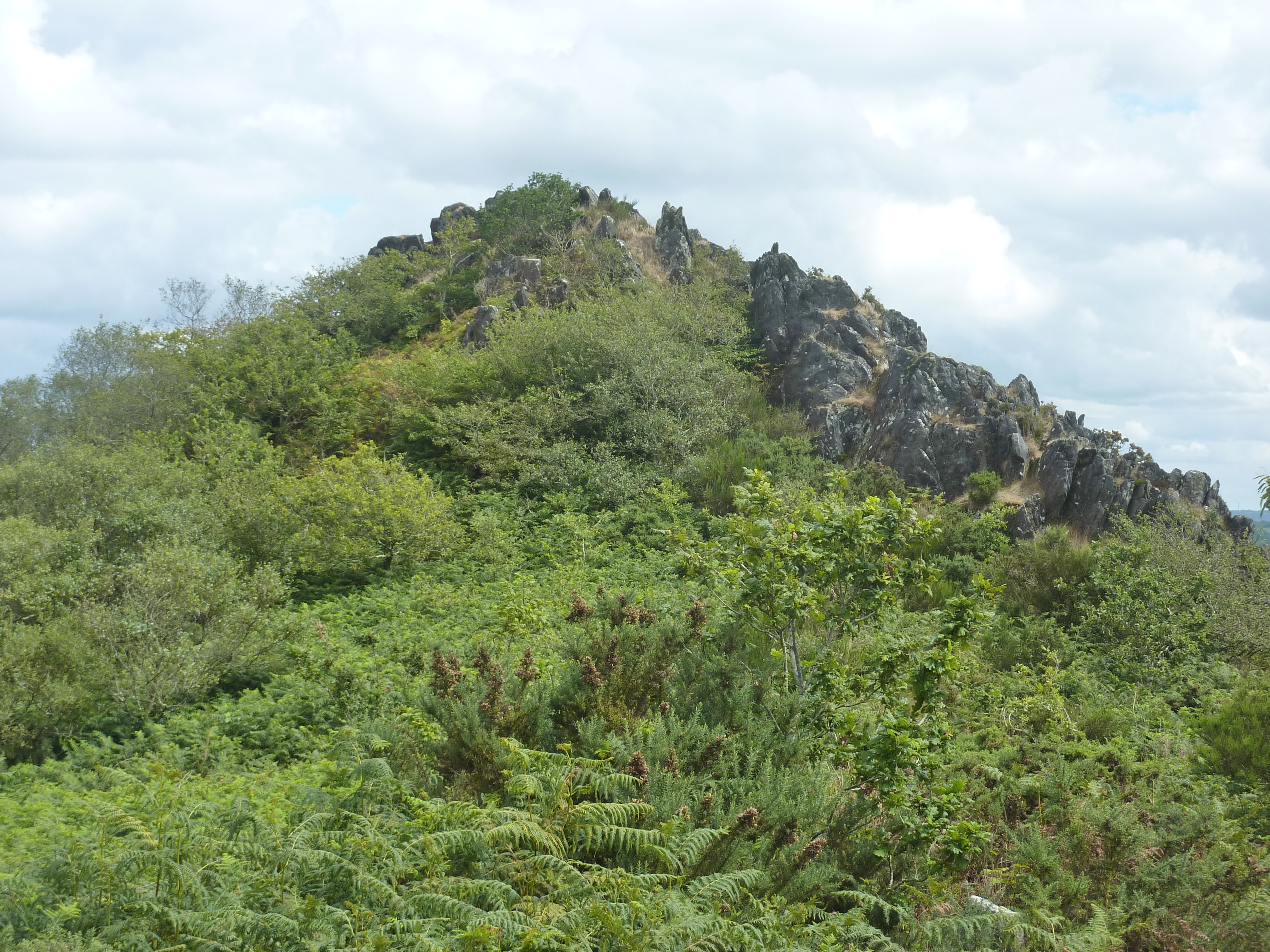
La "Roche du Feu" (Karreg-an-Tan) vue du sud
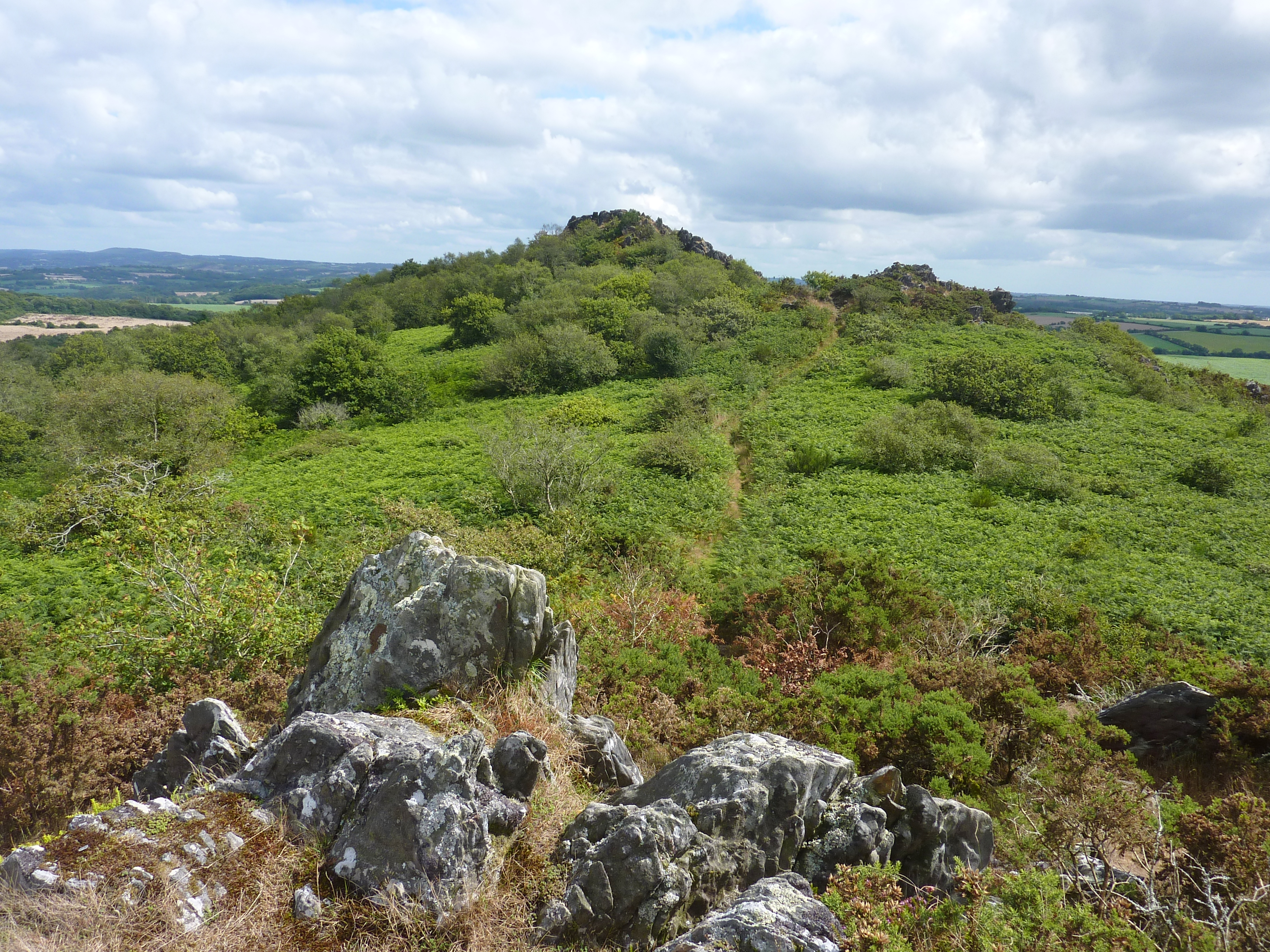
La "Roche du Feu" (Karreg-an-Tan) vue de l'ouest
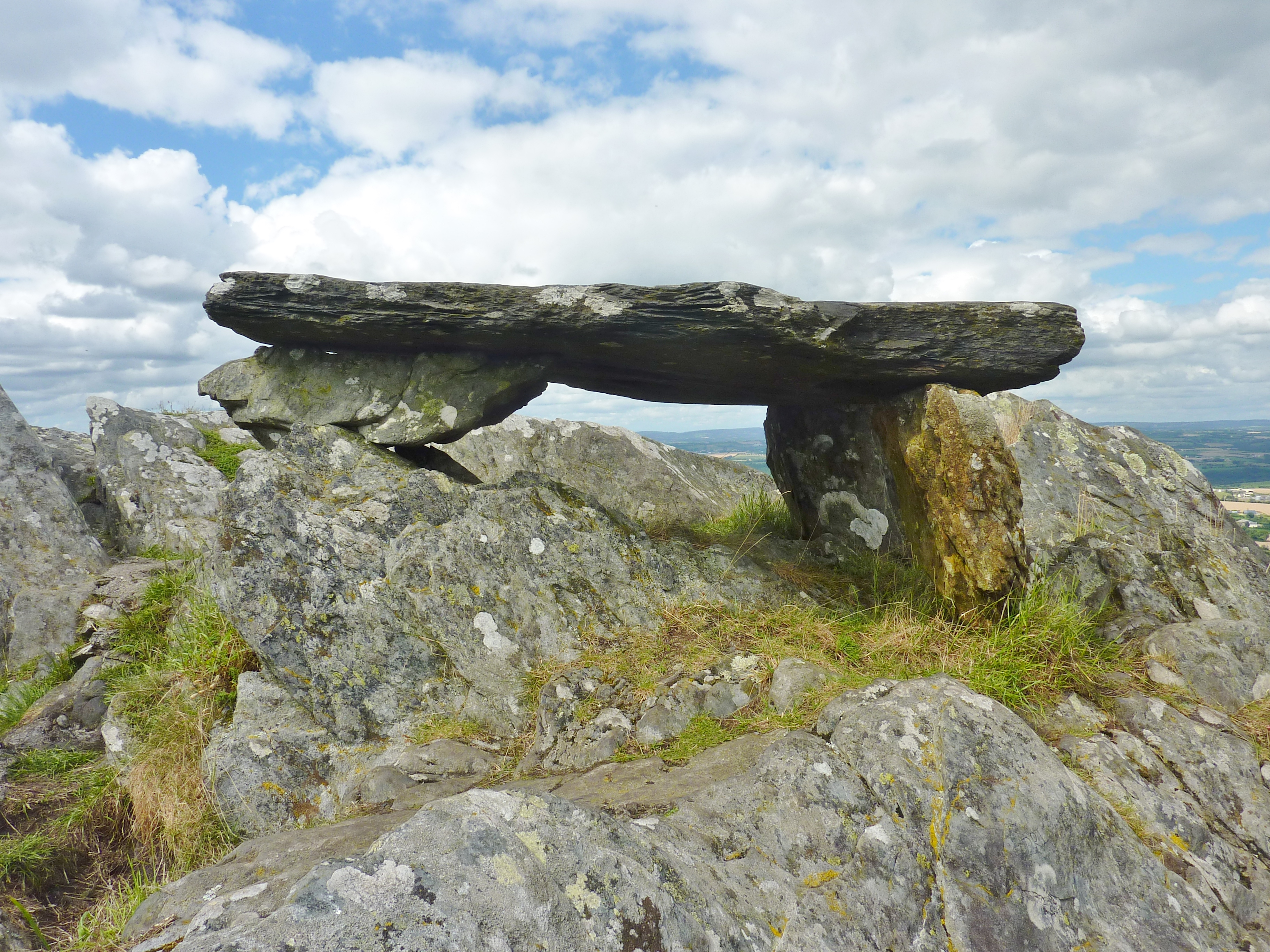
Table de schiste au sommet de la "Roche-du-Feu" (Karreg-an-Tan)[84].

Sur les hauteurs de Gouézec, à 281 mètres, ce site classé offre un point de vue panoramique sur la vallée de l'Aulne, les monts d'Arrée (au nord) et la baie de Douarnenez (à l'ouest). Constitué de schistes de Plougastel (pierre friable et clivable) formant une crête aiguë à l'ouest des montagnes Noires, il s'oppose aux crêtes à l'est (les roc'h  « rocs ») formées de croupes massives en grès armoricain car empâtées par les produits de désagrégation des roches restés sur place. Selon la tradition locale, son sommet fut au cours des siècles passés un fanal où s'allumaient les feux d'alarme pour prévenir de l'arrivée de flottes belliqueuses (notamment lors des invasions Vikings) : un guetteur (alerté par un autre feu allumé au sommet du Menez-Hom) y allumait un feu qui pouvait s'apercevoir de toute la région du bassin de Châteaulin. D'où le nom breton du site Karreg an Tan (en français : la Roche du Feu).

### Pont-Coblant
L'ancien port de Pont-Coblant, à cheval sur les communes de Pleyben et Gouézec, a développé une base nautique et un camping (situés côté Pleyben). L'ancien bureau de la carrière souterraine de Parc-ar-Pont, transformé en chapelle Sainte-Barbe en 1951, laquelle fut agrandie en 1957 par le recteur Guillerm, a été désaffectée par le recteur Yves Le Men en l'an 2000. Elle sert désormais de lieu d'expositions.

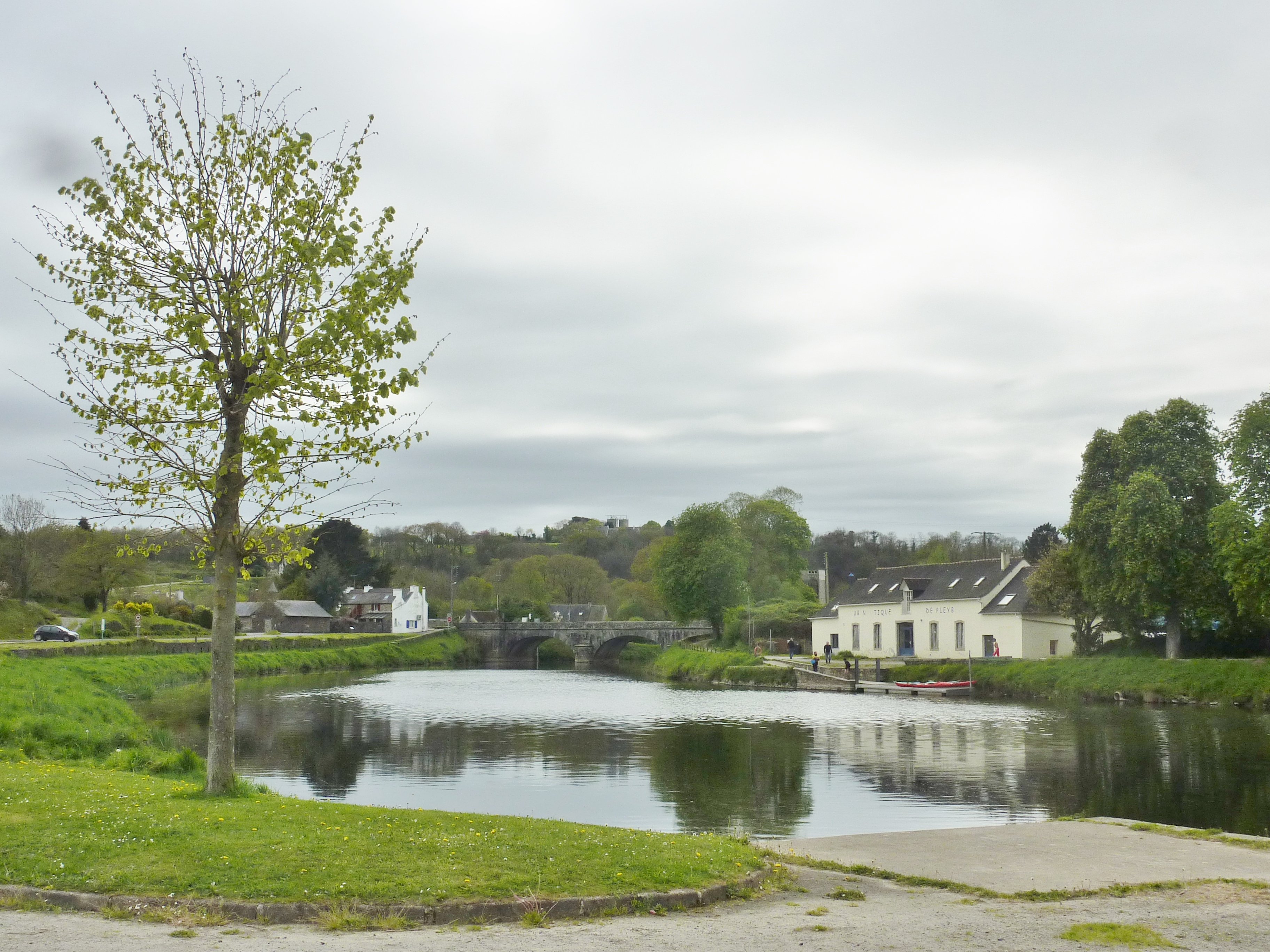
Pont-Coblant : l'ancien port, la base nautique et le pont vus depuis l'amont côté Gouézec.
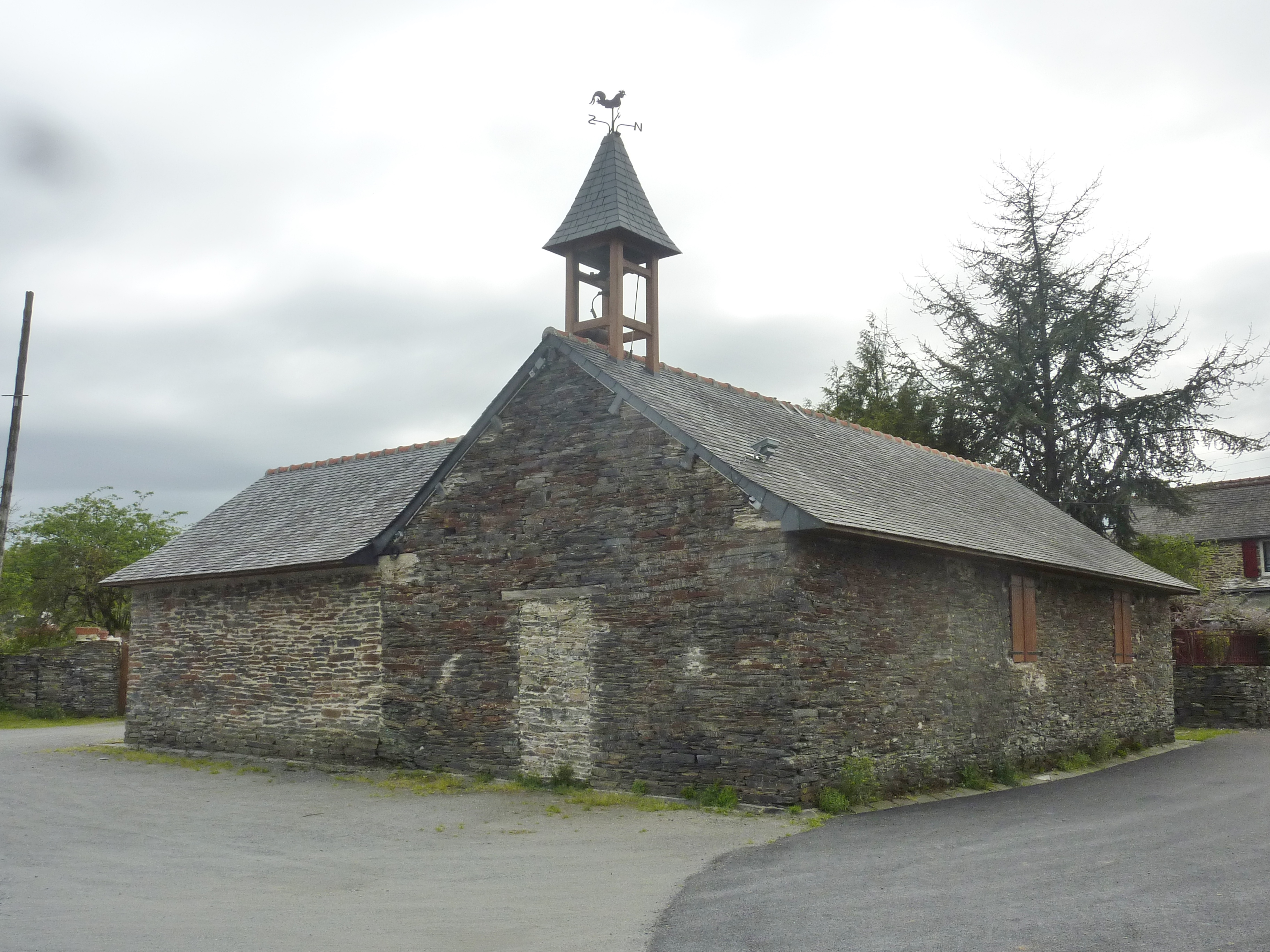
Pont-Coblant : l'ancienne bureau des carriers transformé en chapelle Sainte-Barbe en 1951.

### Monuments
- L'Allée couverte de Loch-ar-Ronfl, datée du Néolithique, classée au titre des monuments historiques par arrêté du 27 février 1975[87].

#### L'église paroissiale
L'église Saint-Pierre (XVIe siècle). Édifice en forme de croix latine avec chœur légèrement débordant, elle comprend, outre la travée du clocher encastré, une nef avec bas-côtés de six travées terminée par une chevet droit. Deux chapelles en ailes forment faux transept au droit de la dernière travée. La sacristie date de 1724 et porte l'inscription "Missire Julien Gouezel, R. Laurans Briand. Fab. 1747". Le chœur date de 1899. Le clocher à deux galeries date de 1747. La chaire date du XVIIIe siècle. Le mobilier comprend un groupe de saint Yves (XVIIe siècle). La maîtresse-vitre, datée de 1571, est ornée d'un vitrail consacré à la Passion : le carton de la maîtresse-vitre de la Passion est attribué au graveur anversois Jost de Negker (en), peintre de l'empereur Maximilien à la cour d'Augsbourg. Parmi les statues, on trouve celles de saint Pierre, saint Corentin, sainte Catherine (XVIe siècle), saint Yben en diacre, saint Yvi en évêque, saint Nicolas, la Vierge-Mère, un Ecce Homo (Christ attendant le supplice).

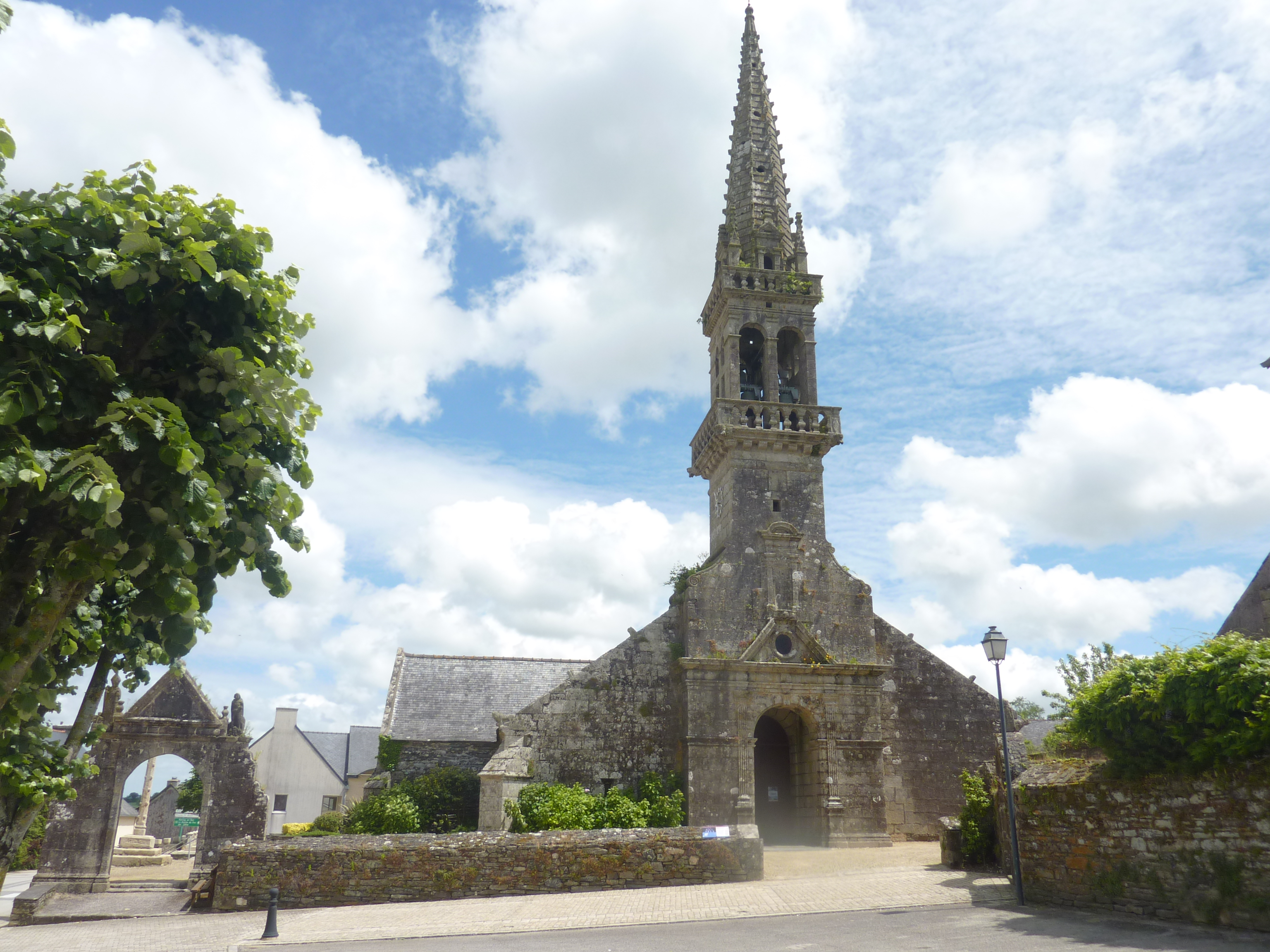
L'église paroissiale Saint-Pierre et la porte triomphale
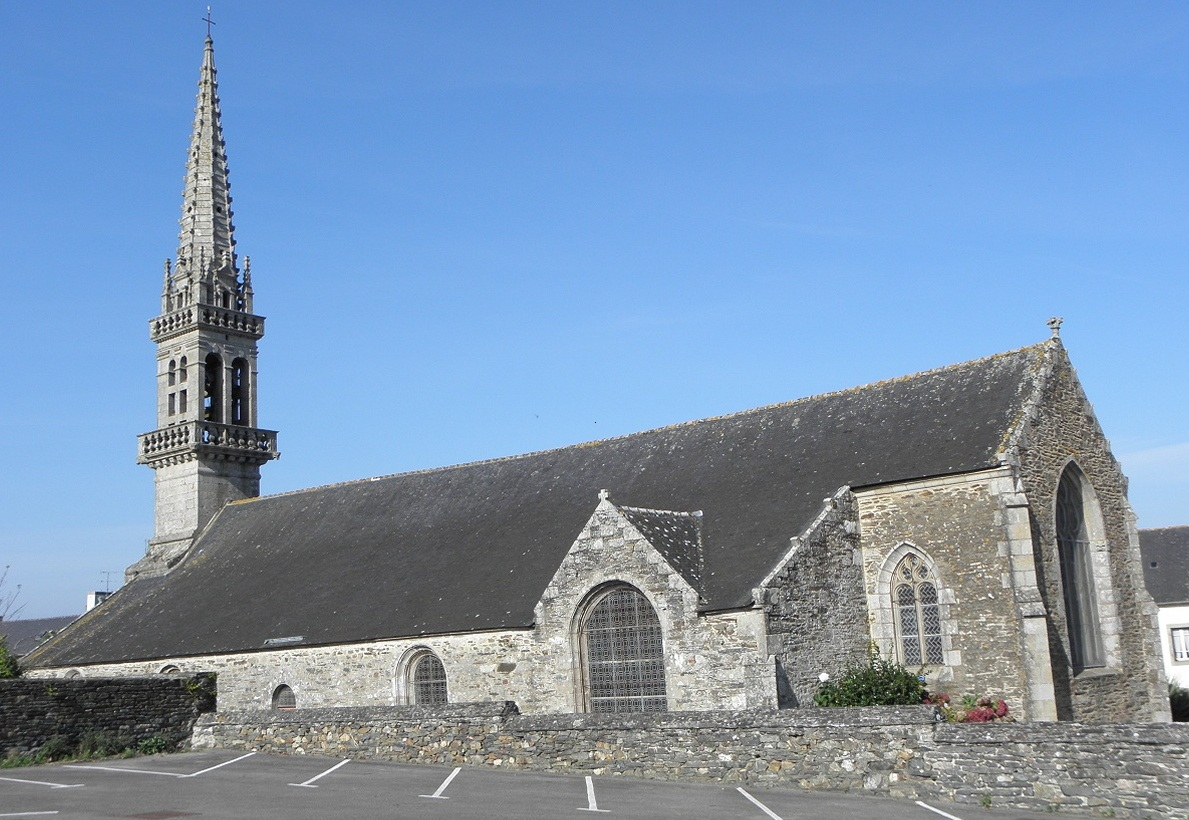
L'église paroissiale Saint-Pierre
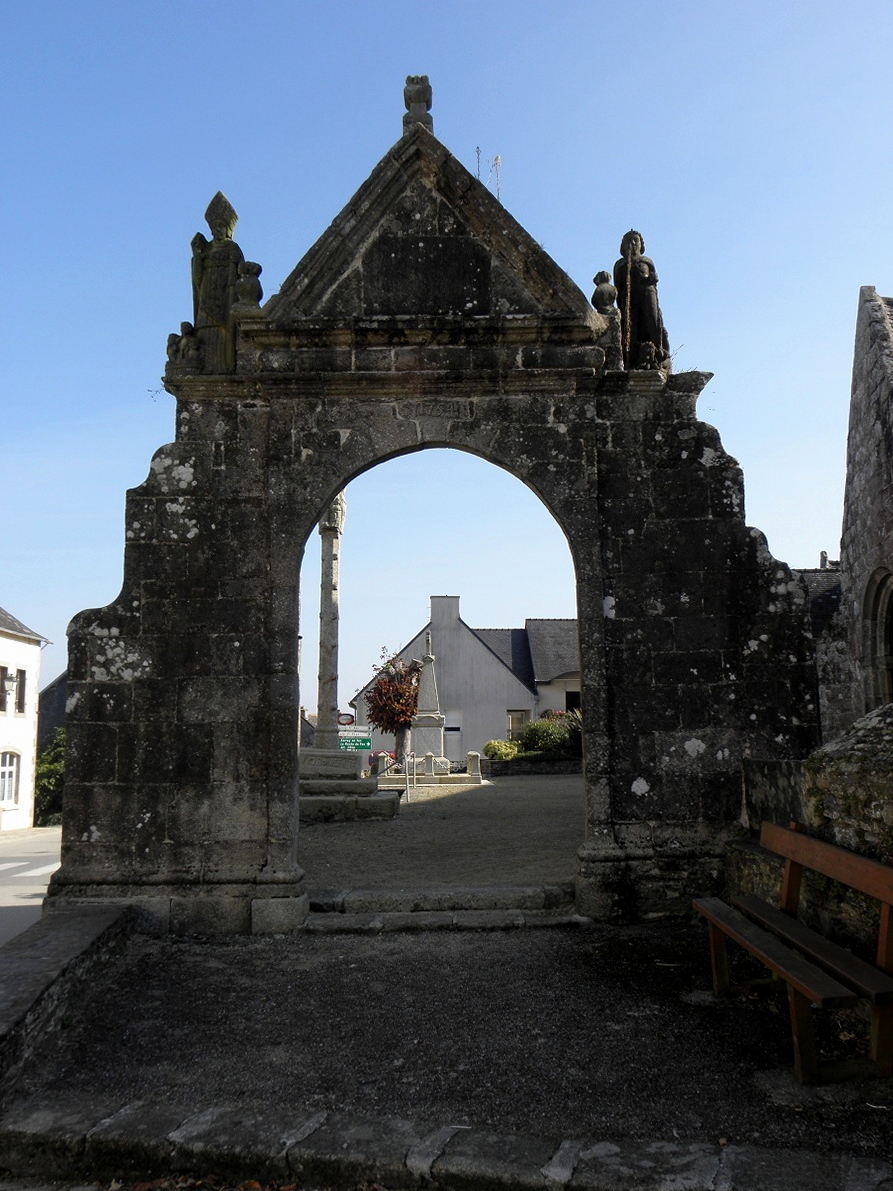
L'arc triomphal de l'enclos paroissial
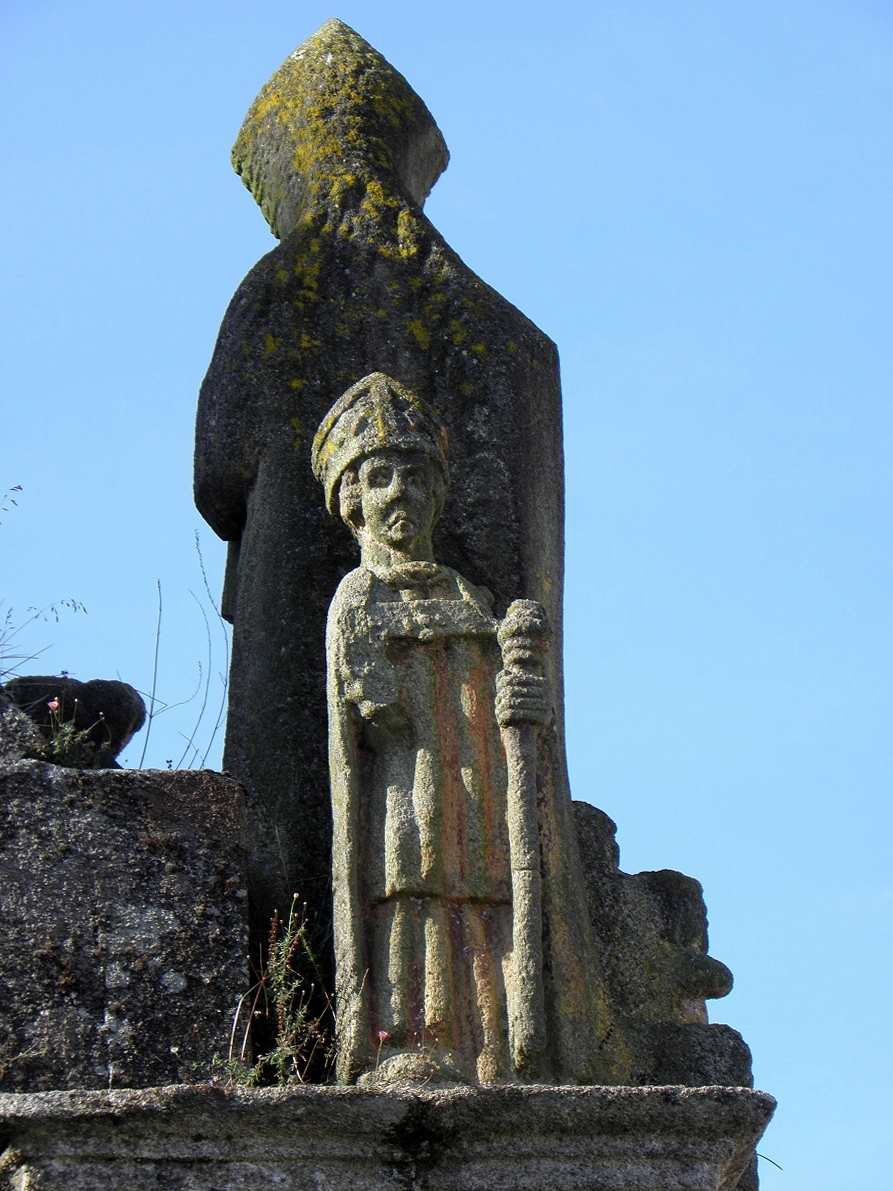
Statue de l'arc triomphal de l'enclos paroissial
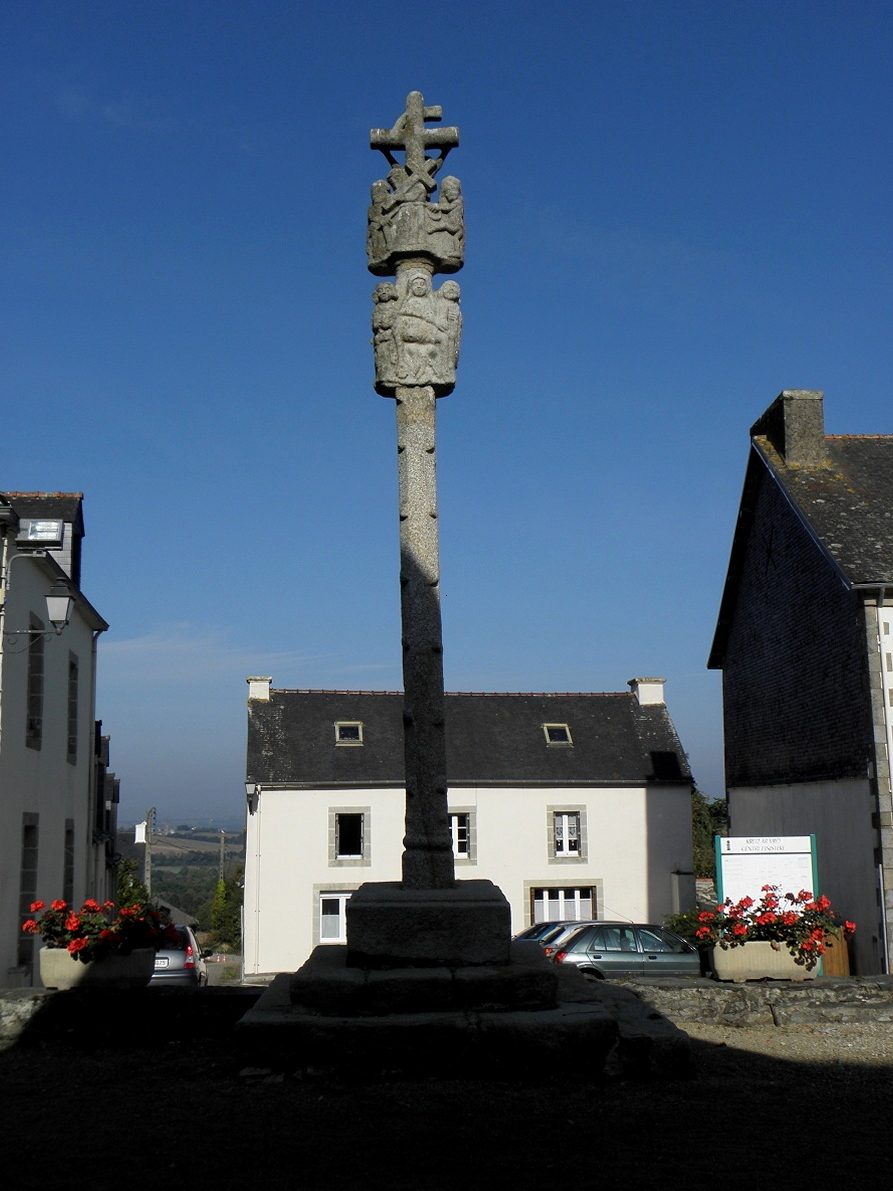
Le calvaire de l'enclos paroissial

#### Chapelle Notre-Dame de Tréguron
- La chapelle Notre-Dame de Tréguron, inscrite au titre des monuments historiques par arrêté du 1er mai 1922[88],[89] (XVI-XVIIe siècle), de fondation seigneuriale (Poulmic, La Bouexière, Coatanezre, Kervern), a été reconstruite en grande partie au XVIIe siècle ; elle comprend une nef avec collatéral nord et clocher gothique, un transept et une abside. Le chevet de type Beaumanoir date de 1653. La sacristie est datée de 1758. Parmi les statues, on trouve celles de Notre-Dame de Tréguron[90], une Vierge allaitante, avec socle portant la date de 1654, un groupe de sainte Anne (XVIe siècle), saint Corentin, saint Éloi en pierre (XVIe siècle) (représenté en maréchal-ferrant), sainte Catherine, sainte Marguerite, saint Joseph, saint François d'Assise et un beau crucifix du XVIe siècle.

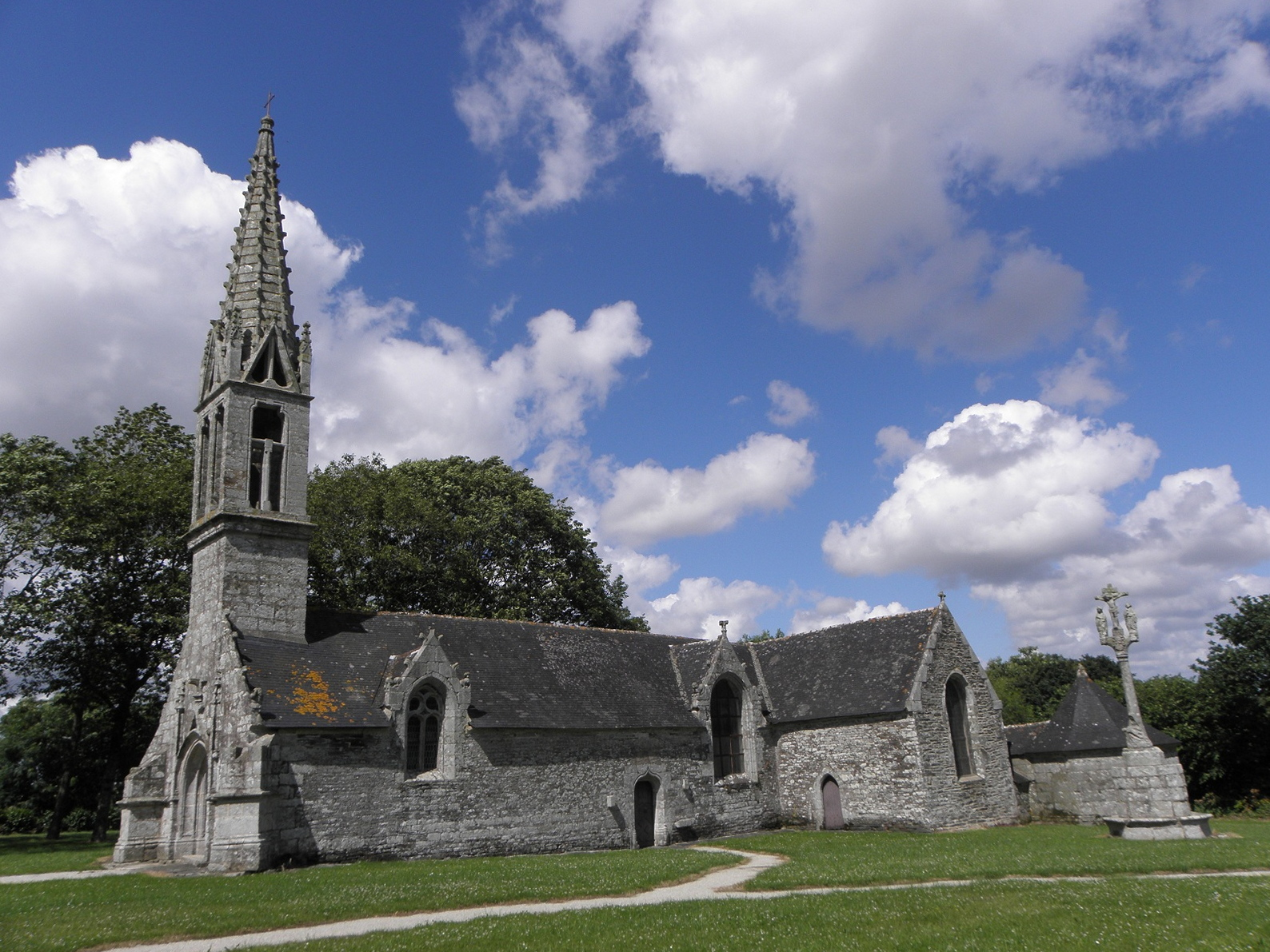
Chapelle Notre-Dame de Tréguron.
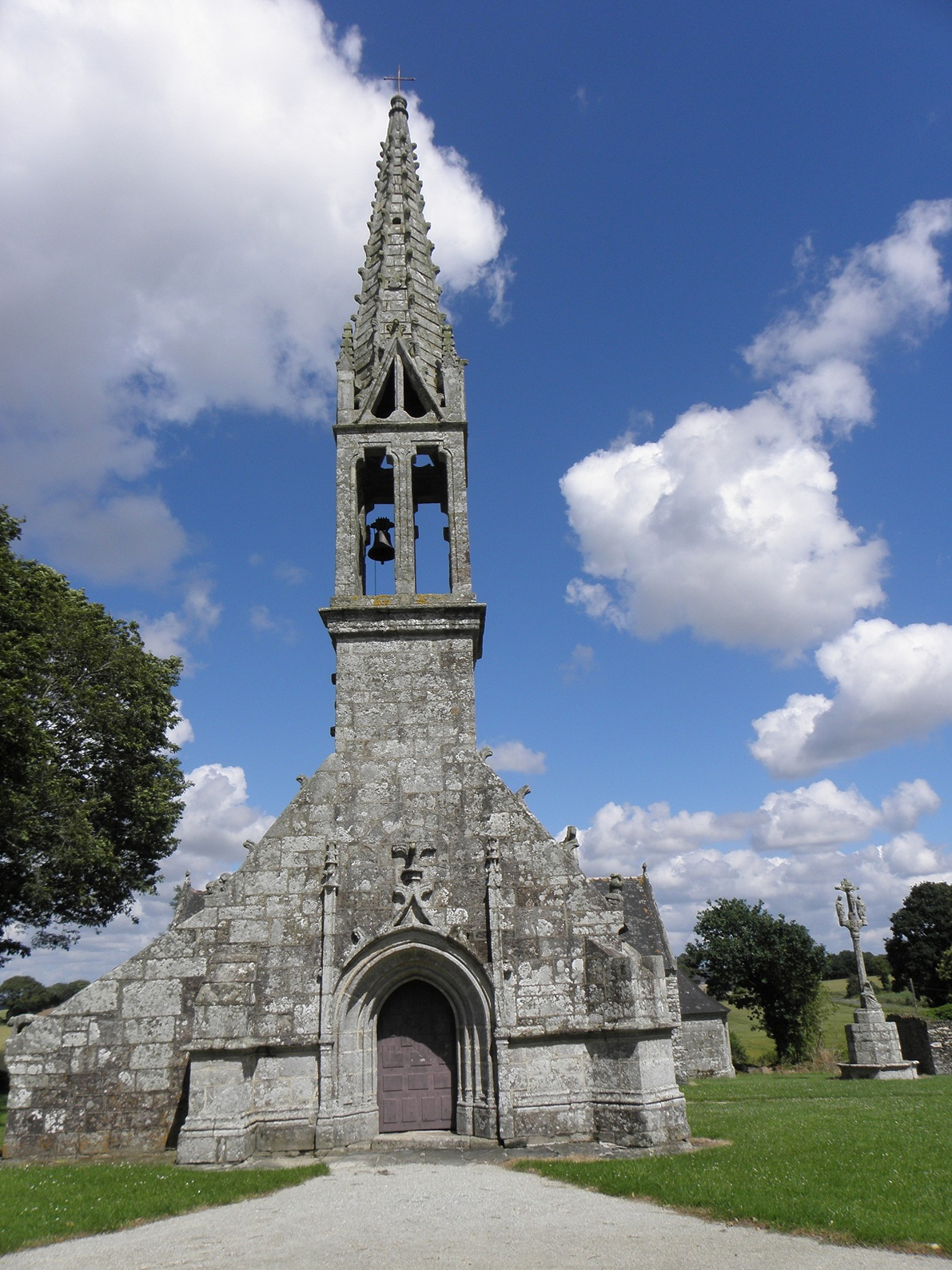
Chapelle Notre-Dame de Tréguron : façade occidentale.
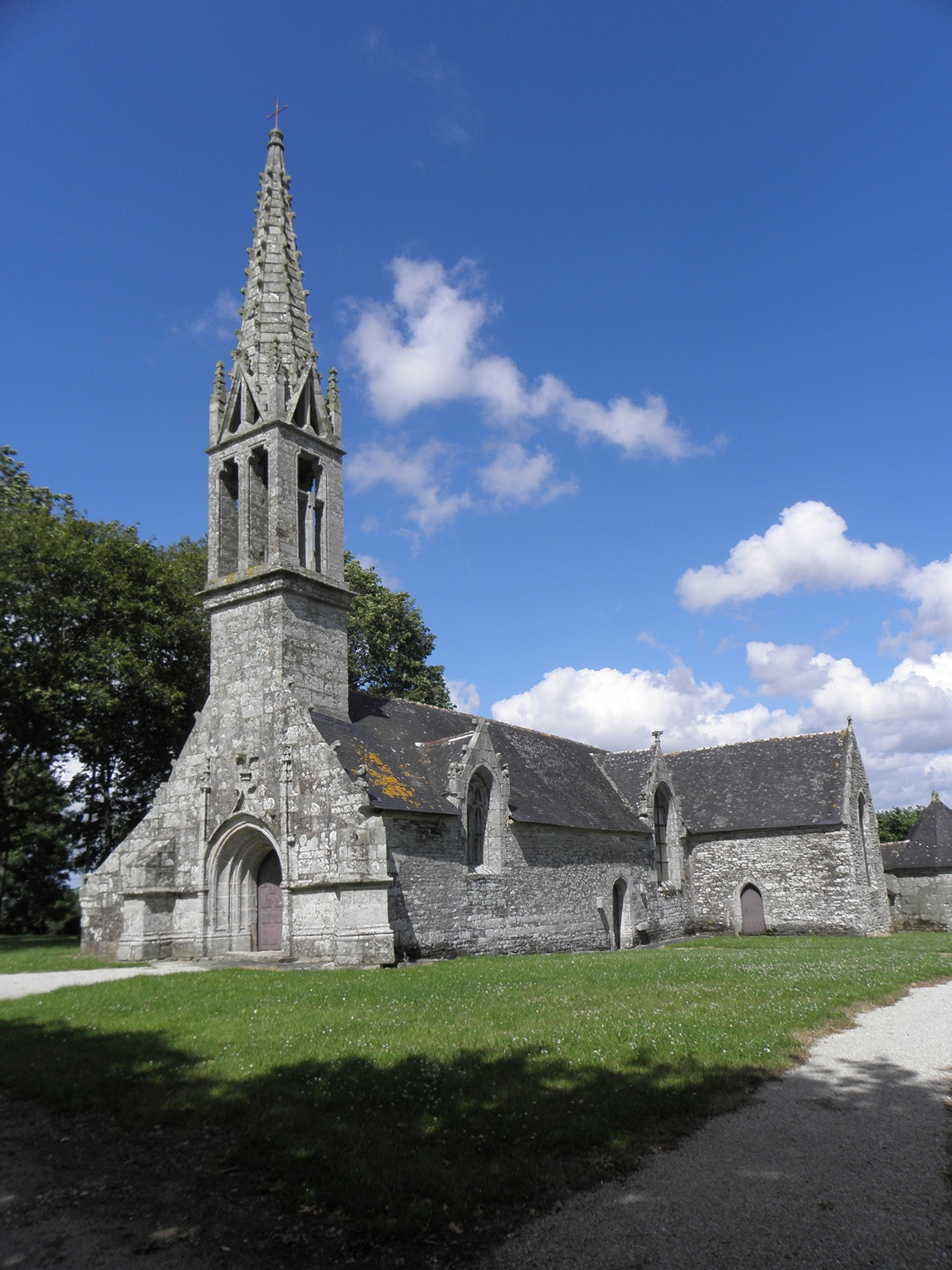
La chapelle Notre-Dame de Tréguron.
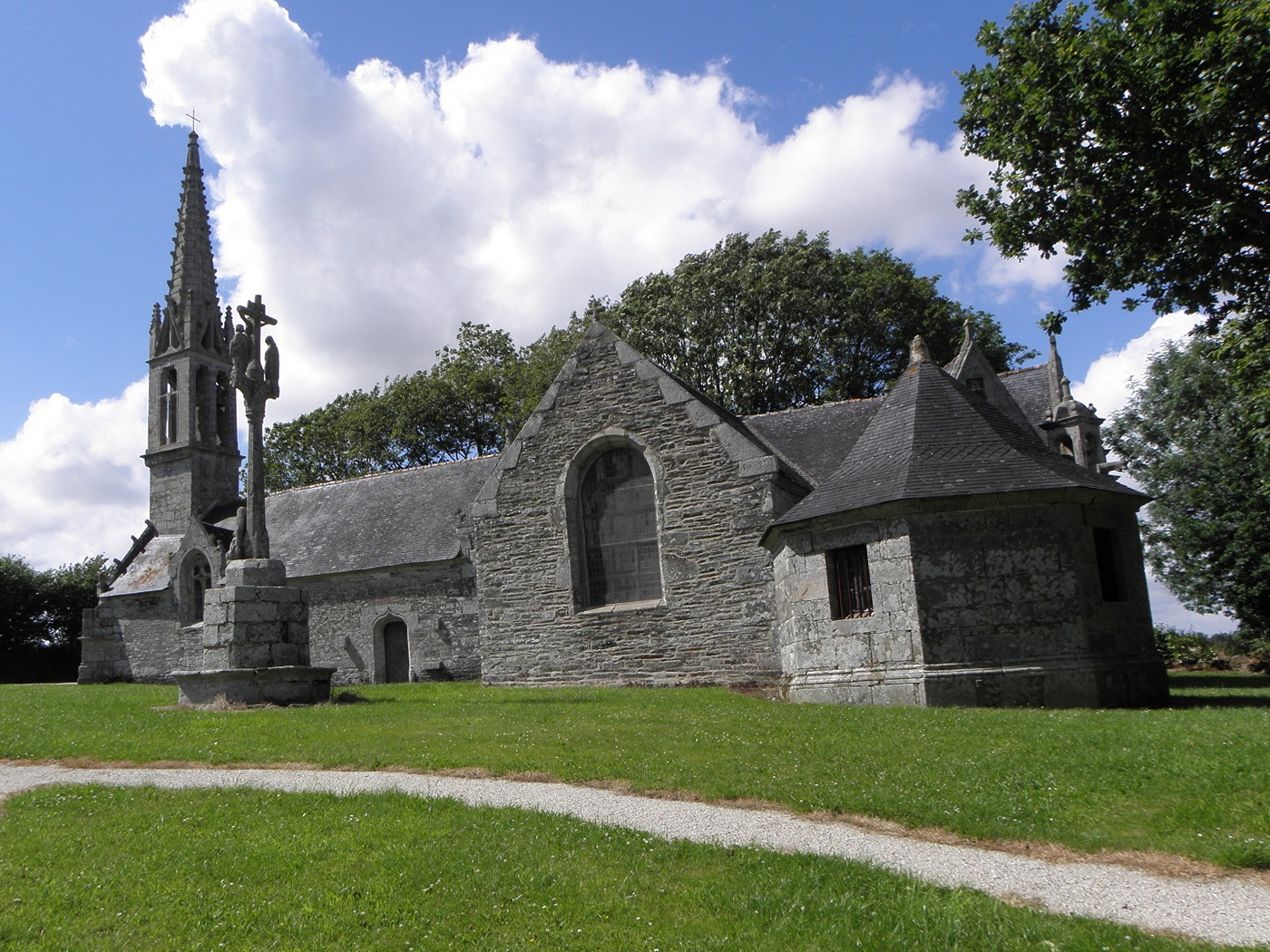
La chapelle Notre-Dame de Tréguron.
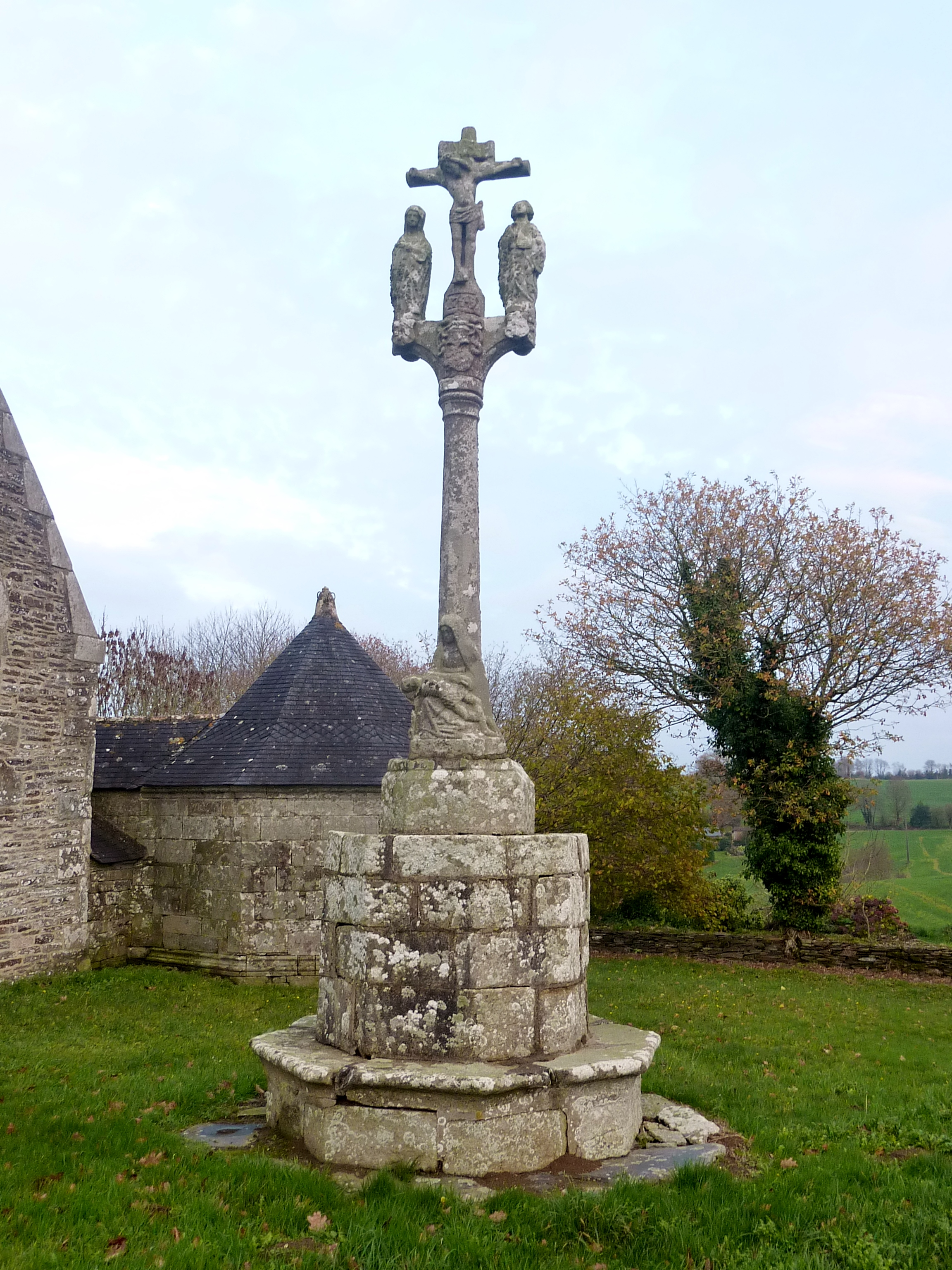
Calvaire près de la chapelle.
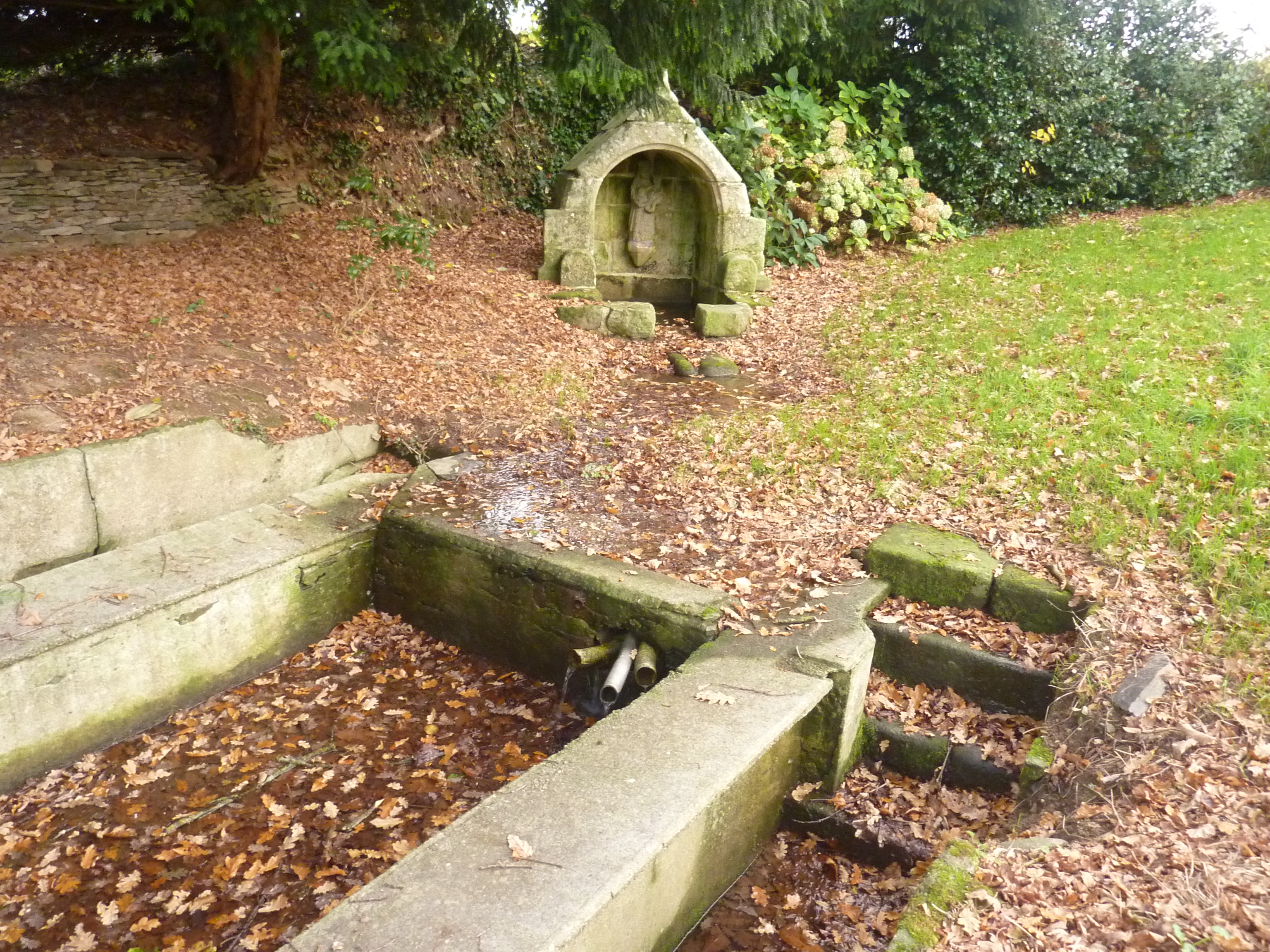
La fontaine et son bassin.
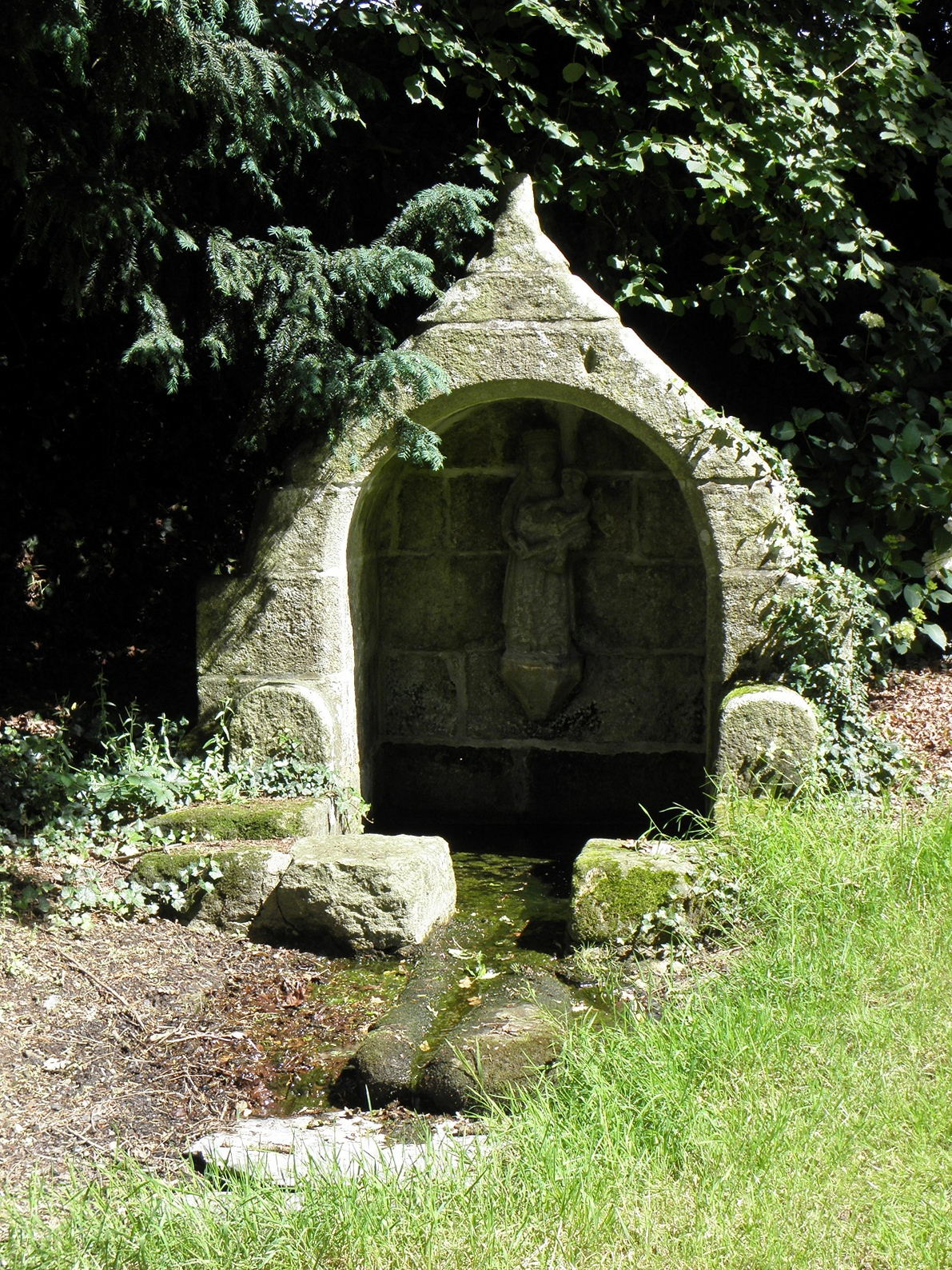
La fontaine près de la chapelle.
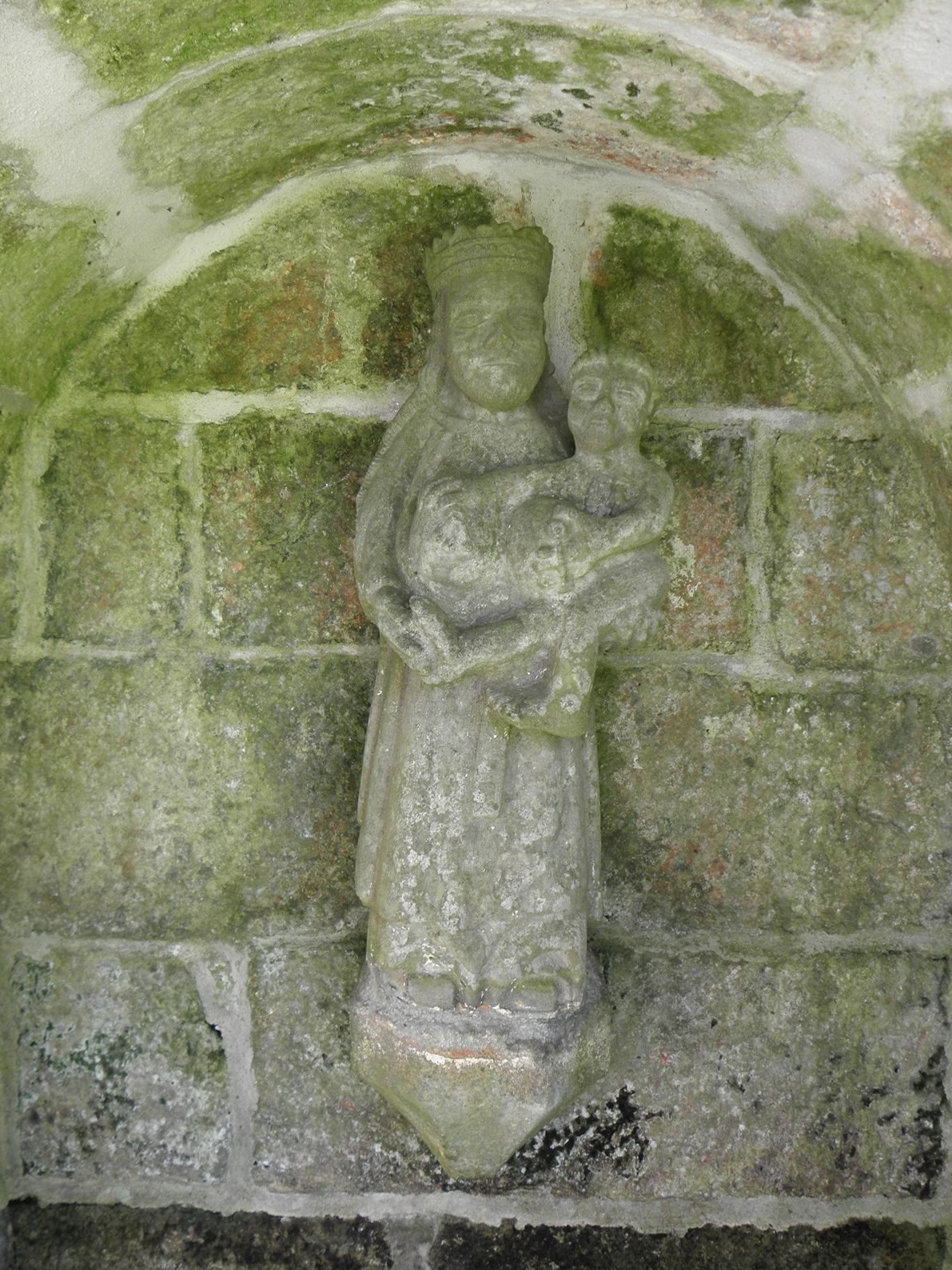
La fontaine près de la chapelle, statue de la Vierge à l'Enfant.

Traditionnellement, Notre-Dame-de-Tréguron était la patronne des jeunes mères qui lui apportaient en ex-voto des bonnets d'enfants ou de petits membres de cire. Elle était invoquée tout particulièrement par les mères et les nourrices qui avaient besoin de lait pour leurs nourrissons : les femmes devaient « faire trois fois, le corsage déboutonné, le tour de la chapelle (...), se laver les seins à la fontaine après chaque tour, puis rentrer à l'église, réciter cinq Pater et cinq Ave et mettre quelque monnaie dans le tronc ».

#### Chapelle Notre-Dame des Trois-Fontaines
La chapelle Notre-Dame des Trois-Fontaines (XVIe – XVIIIe siècle), classée au titre des monuments historiques, la fontaine par arrêté du 7 octobre 1922, le calvaire dans le cimetière de l'église par arrêté du 23 octobre 1922 et la chapelle par arrêté du 28 mars 1927, c'est une ancienne propriété de l'abbaye de Coat Malouen, est un ancien  manac'hty, comme le confirment les lieux-dits Manac'hty et Meil an-abad ("Moulin-l'abbé") situés à proximité. L'édifice comprend une nef avec bas-côté nord de cinq travées, un transept séparé de la nef par un arc diaphragme et un chœur polygonal à noues multiples. Le clocher, terminé en dôme octogonal, s'amortit en lanternon : il est accosté au nord d'une tourelle d'escalier et a été refait à la fin du XVIIe siècle ou au début du XVIIIe siècle. La tribune en bois sculpté date de 1671. La peinture murale date du XVIIe siècle. La verrière de la Transfiguration date du XVIe siècle : on y voit aussi des restes de vitraux consacrés à la Passion et à la Vie de la sainte Vierge. Parmi les statues, on trouve celles de la Vierge-Mère, saint Herbot, saint Yben, saint Hervé, saint Michel, saint Sébastien, sainte Barbe, saint Marc et une Pietà.
Deux gargouilles du transept sud, datant du XVIe siècle, composent un couple libertin : l'homme présente un sexe érigé, la femme nue a la main refermée sur le sien.
À signaler également dans le pavage, les armes de Guyon de Quellenec et de son épouse Jeanne de Rostrenen (mariés vers 1450).
Près de la chapelle se trouvent les trois fontaines qui lui ont donné son nom. L'une des sources s'appelle la fontaine des Trois-Maries. Le culte des Trois Maries, provenant de la Légende dorée, est fréquent en Bretagne. Il s'agit de Marie, la mère de Jésus, de Marie Salomé et de Marie Jacobé, cette dernière parfois confondue avec Marie de Magdala, dite Marie-Madeleine. Elles ont probablement pris la place des Matrones, ces trois déesses druidiques qui étaient représentées assises avec un enfant emmailloté sur les genoux de celle du milieu.
Anatole Le Braz rapporte une bien triste légende qui lui a été contée en 1893 par Jeanne Le Prat, alors gardienne de la chapelle :

« Un jour, un homme portant un panier passait devant la chapelle des Trois Fontaines. Il venait juste de déposer le panier qu'une femme vint à lui demander ce qu'il transportait. « Neuf petits cochons à vendre », répondit-il. Mais la femme savait qu'il mentait et que ces neuf prétendus cochons étaient en vérité neuf petits enfants qui venaient d'être nés et que leur père, en raison de sa misère, voulait aller noyer, car il n'était pas en mesure de subvenir à leurs besoins. La femme eut pitié et lui proposa de lui venir en aide, mais à une condition : il devait faire baptiser les enfants.
Le père accepta. Et, une fois rentré chez lui, il trouva ses granges pleines. Il emmena alors ses enfants pour les faire baptiser. Et c'est alors qu'il vit une statue de la Vierge s'approcher de lui. Il tressaillit, car il reconnut dans cette statue la femme qui l'avait interpellé ! Et elle répandit autour d'elle d'innombrables pièces d'or. L'homme voulut les ramasser, mais dès qu'il en toucha une, celle-ci se transforma en poussière.
Les enfants furent baptisés. Mais dès que l'eau eut coulé sur leur front, ils moururent. Abattu, l'homme rentra chez lui. Toute la moisson qui avait rempli ses granges, avait, elle aussi, été transformée, comme les pièces d'or, en poussière. »

La mère de Jésus est bien cruelle, dans ce conte ! Aussi est-il probable que ce personnage incarne plutôt cette mère cruelle que l'on rencontre dans quelque légende mythologique.
Bernard Rio propose une lecture symbolique de cette chapelle et de ses décors, notamment des sculptures des sablières et des gargouilles du clocher, basée sur les rapports entre les chiffres 3, 4 et 7 et remontant aux cultes préchrétiens.

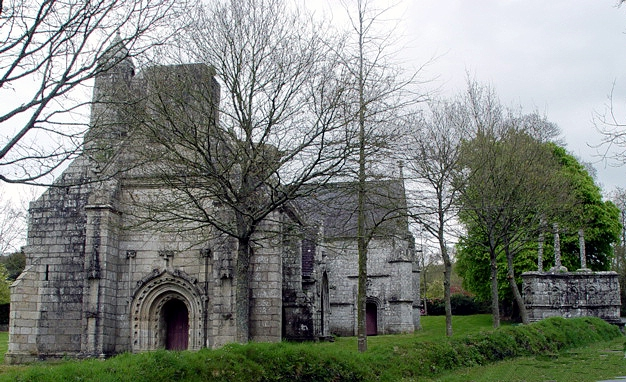
La chapelle Notre-Dame-des-Trois-Fontaines et son calvaire
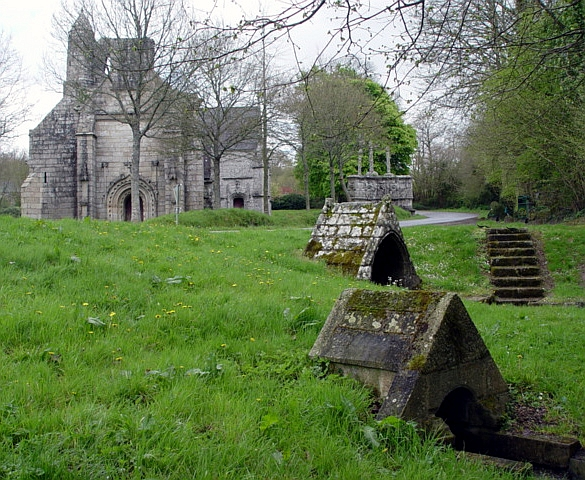
La chapelle Notre-Dame-des-Trois-Fontaines, son calvaire et sa fontaine
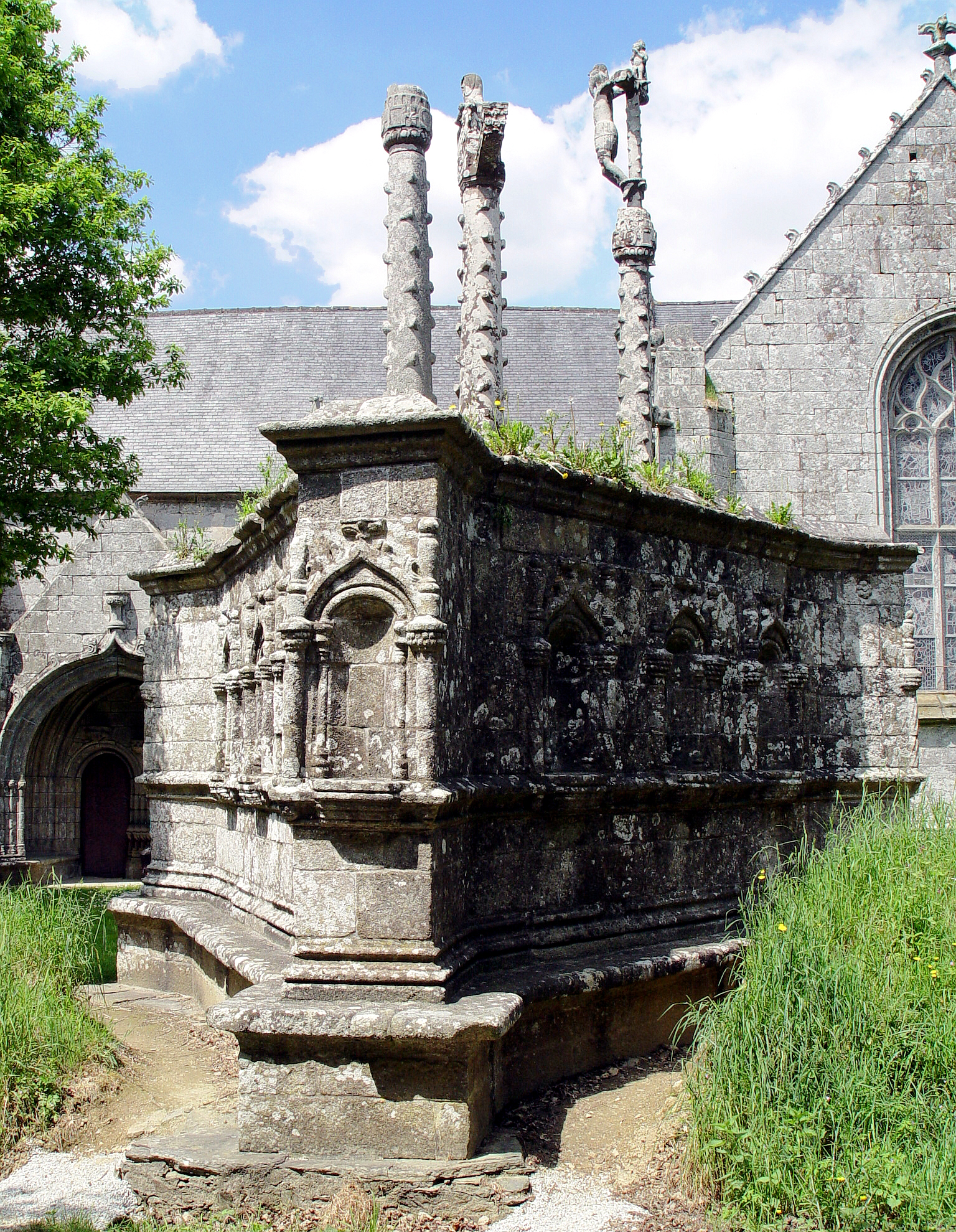
Le calvaire près de la chapelle Notre-Dame-des-Trois-Fontaines
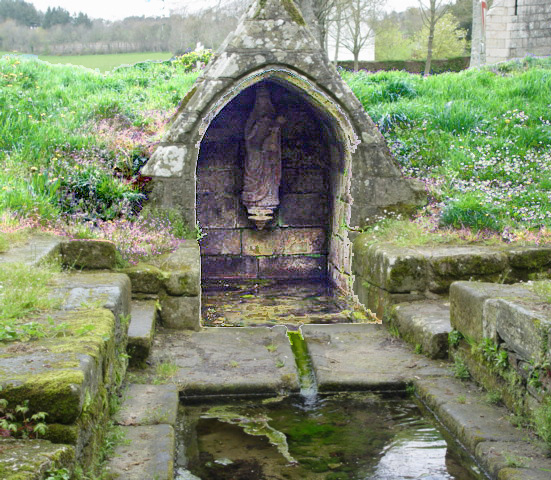
La fontaine près de la chapelle Notre-Dame-des-Trois-Fontaines

#### Autres monuments

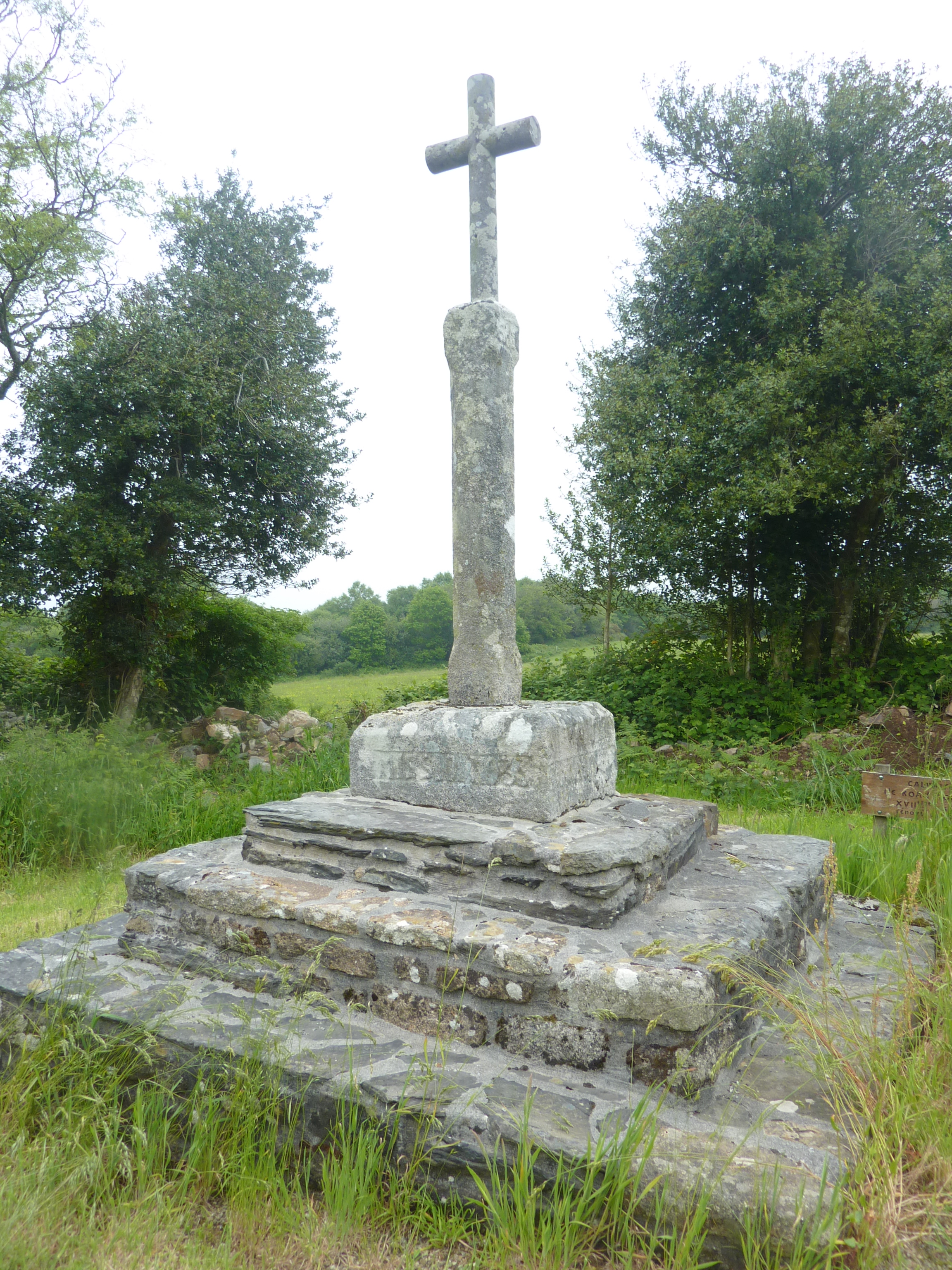
Le calvaire de Coat Moennec (Coat Moenneg) ; il porte l'inscription « Mission 1933 ».

- L'ancienne chapelle Saint-Yves (XVIe siècle) située près du manoir de Kerriou. Le clocher est amorti par un lanternon, avec armes des Marigo sur la façade ;
- la chapelle de Pont-Coblant (XXe siècle) Il s'agit d'un ancien local de carriers aménagé. La bénédiction de la chapelle a eu lieu le 22 juillet 1951. L'édifice est agrandi en mai 1957 ;
- la porte de l'enclos paroissial (1754) ornée des statues de saint Michel terrassant le dragon et de saint Nicolas ;
- Les Croix et calvaires
  - le calvaire du placître de la chapelle Notre-Dame des Trois-Fontaines (1584-1597). Il s'agit d'un calvaire triangulaire, avec niches encadrées de colonnes torses. Il porte les dates de 1584, 1593 et 1597 ;
  - le calvaire Croaz-ar-Vourc'h de l'enclos paroissial (1725-1780) Le socle du calvaire porte la date de 1725 (ou 1729) et sur le côté se trouve la date de 1780 ;
  - la croix Croaz-ar-Bleon (XVIe siècle-1750) ;
  - le calvaire des Trois-Fontaines (1593-1597) ;
  - le calvaire de Tréguron (1749) ;
  - d'autres croix ou vestiges de croix : Le Boulen (1809), Coat-Moenneg (XVIIe siècle), Croaz-Bauguion (XVe siècle), la croix du cimetière de Gouézec (vers 1870), Kermorvan (XVIe siècle), Ménez-Cren ou Croas-Kerlan (1584), Quelvy (1926), Stang Ouest ou Croaz-Ménez-Reun (1426), Croaz-Gorrequer (XVIe siècle). À signaler aussi la croix Croas-Baradozic, aujourd'hui disparue.
- Les fontaines
  - la fontaine de Tréguron (XVIe siècle) ;
  - la fontaine Saint-Jean (XVIe siècle), restaurée en 1996. Il existe deux autres fontaines : une fontaine dédiée à la Vierge et l'autre dédiée aux trois Marie ;
  - de l'ancienne chapelle Saint-Diboan, aujourd'hui disparue. Il ne subsiste que la fontaine à Lanrigui ;
  - de l'ancienne chapelle Saint-Guénolé, aujourd'hui disparue et située jadis au village de Kroaz-Toul. Il ne subsiste que la fontaine.
- Architecture civile
  - une ancienne ferme (XVIIIe siècle-1975) ;
  - le manoir de Kerriou (XVIIIe siècle), propriété des Pestiviens, Marigo, Trédern, Legge ;
  - le château de Kerriou (1906), de style néogothique[98], édifié par l'architecte Jean-Marie Laloy pour la comtesse Cecilia Monteiro de Barros, épouse brésilienne du comte Henri de Legge, maire de Gouézec de 1902 à 1922 ;
  - 8 moulins dont le moulin de Pontarglaon, Neuf, de Kervern, de Coblant, de Lesmetz, de Rodveguen, de Rozcannou, Lescuz (1920).

#### À signaler également

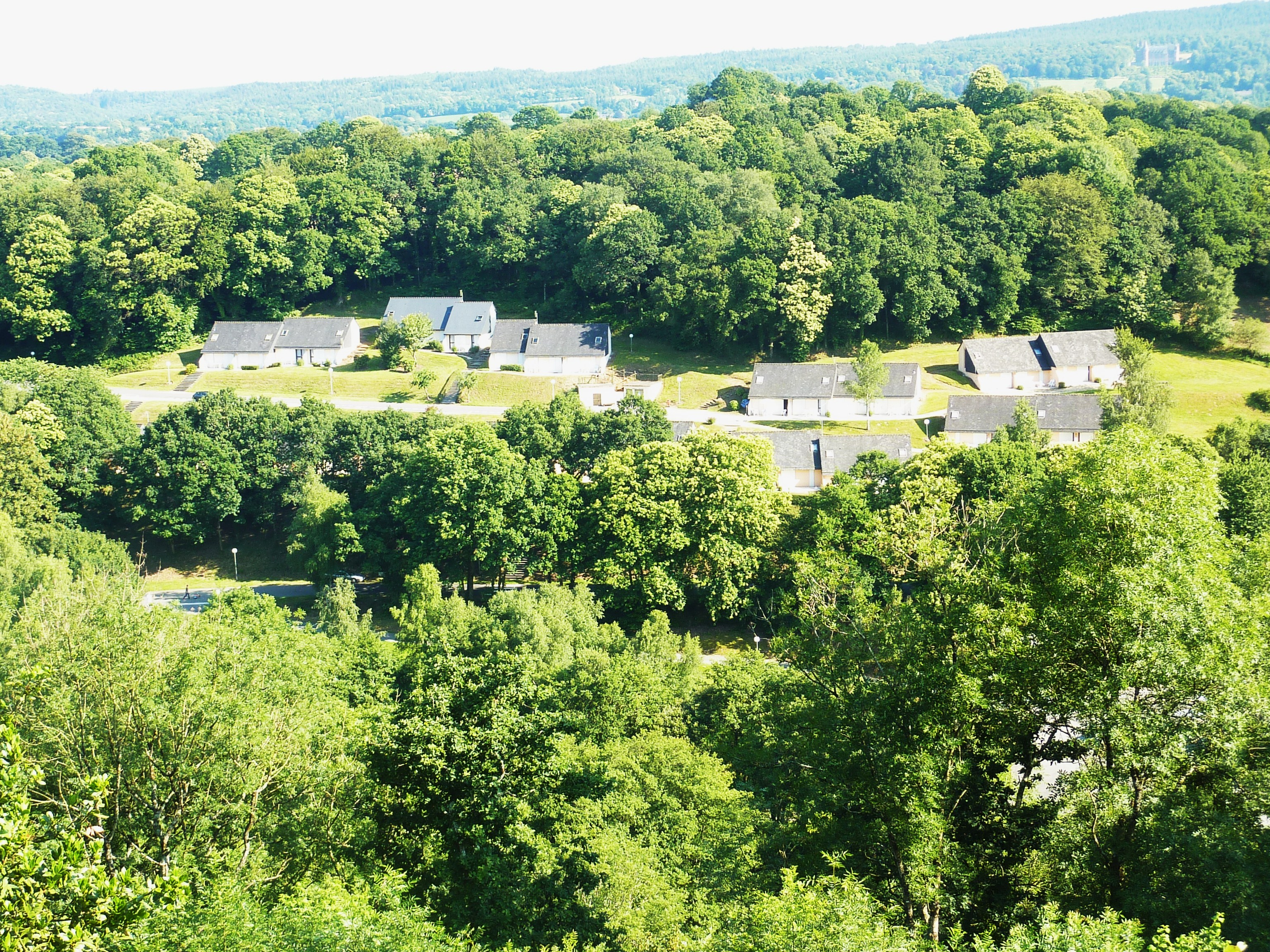
Le village de vacances VVF en bordure de l'Aulne (proche de Châteauneuf-du-Faou).

- la découverte d'un dépôt de haches à douilles (âge de bronze) ;
- les vestiges d'un établissement romain comportant une villa et un temple ;
- l'écluse de Saint-Algon (1822-1828) ;
- le pont de Pont-Coblant (1845) ;
- la grotte de Sainte-Barbe (XXe siècle) ;
- le chaland Victor, dernier vestige de la batellerie ayant navigué sur le canal de Nantes à Brest, visible au pont de Ti-Men, à la limite des communes de Pleyben, Gouézec et Lennon.

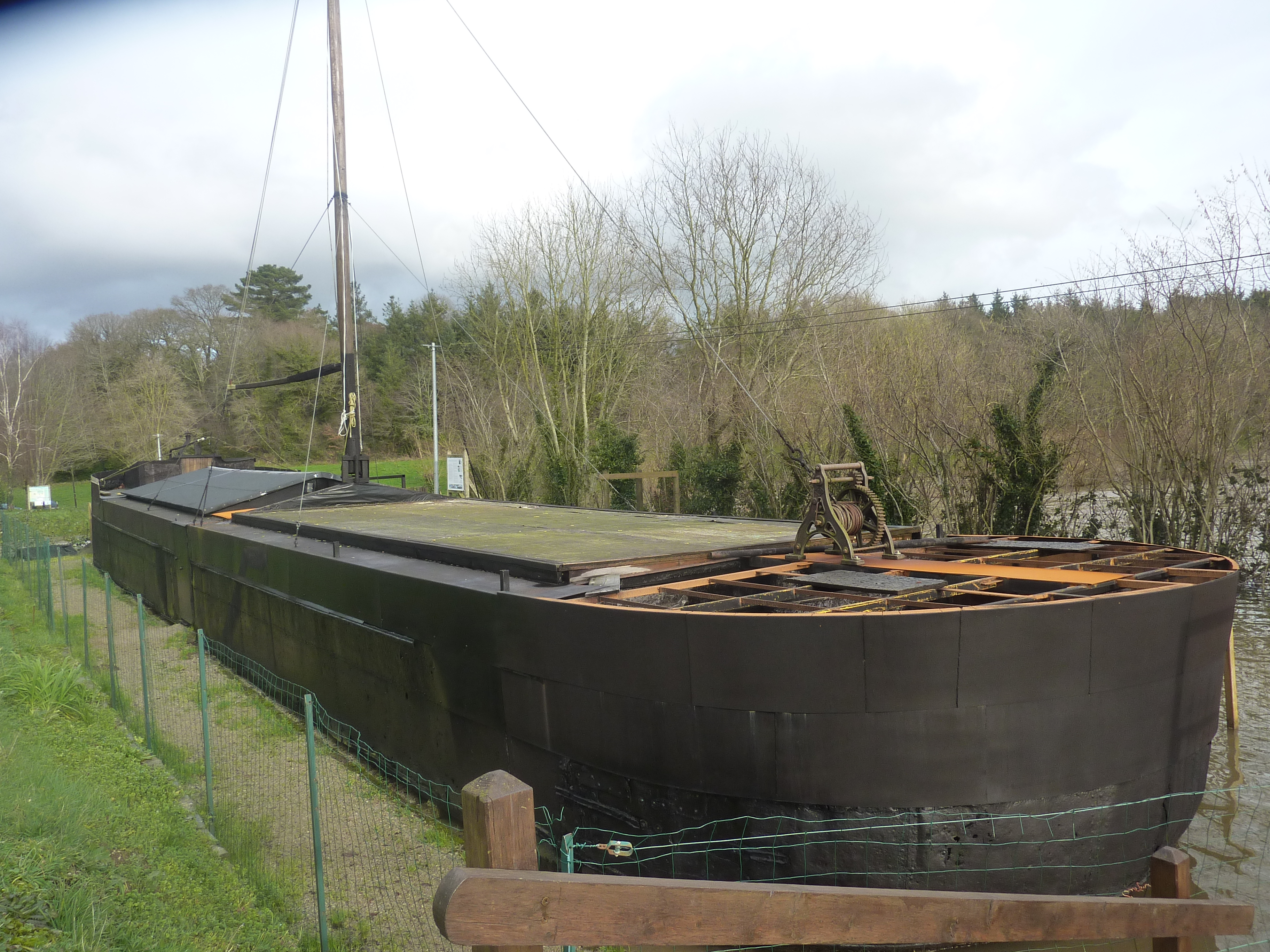
Le chaland « Victor », dernier vestige de la batellerie sur le canal de Nantes à Brest, visitable au pont de Ti-Men.

## Tableaux
- Charles Léon Godeby (1866-1952) : Gouézec, Notre-Dame-des-Trois-Fontaines, huile sur toile, 46 cm × 55 cm.
- Félix Marant-Boissauveur (1821-1900) a peint le costume de Gouézec vers 1850[99].

## Équipements
Mairie, poste, transport scolaire, garderie péri-scolaire, écoles, lotissements.

## Personnalités liées à Gouézec
- Henri-Alexandre de Legge, dit « le comte de Legge », né à Rennes le 20 juin 1833, fut officier de cavalerie jusqu'en 1863, puis commandant 3e bataillon des mobiles du Finistère. Il a ce titre  pris part à la défense de Paris, et notamment à la reprise de l'Hôtel de ville le 31 octobre 1870[100]. Il fut député du Finistère à l'Assemblée nationale en 1871, conseiller général du canton de Pleyben de 1872 à 1886, maire de Gouézec. Il épousa en 1863 Marie-Alexandrine-Émilie Le Riche de la Popelinière de Breuilpont dont il eut deux enfants. Il est décédé au château de Kerriou en Gouézec le 3 janvier 1902[101].
- Henri-Louis-Joseph-Marie de Legge, fils du précédent, est né le 20 novembre 1864. Il a épousé à Paris Cécilia Monteiro de Barros, brésilienne. Il fut maire de Gouézec de 1902 à 1922.
- Jean Rannou (en religion Frère Élisée), né le 7 juin 1902 à Lesmez en Gouézec, décédé le 20 octobre 1987 à Josselin, frère de l'Instruction chrétienne de Ploërmel, fut un des fondateurs du foyer Saint-Benoît-Labre de Marseille pendant l'entre-deux-guerres[102], puis directeur de l'école du Nivot en Lopérec entre 1940 et 1946 (il cacha alors des maquisards) et devint ensuite supérieur général de son Ordre religieux[103].
- Jean Feutren, abbé historien du Léon, natif de Pont Coblant.
- Yeun ar Gow (ou ar Go), à l'état-civil Yves Le Goff, écrivain breton, né à Pleyben, au lieu-dit Kernevez, le 7 octobre 1897, mort à Gouézec le 22 février 1966.
- Philippe Cornuaille, auteur, vit à Gouézec une grande partie de l'année.